# Marlborough Sounds
Les Marlborough Sounds sont un vaste réseau de vallées submergées à l'extrémité nord de l'île du Sud en Nouvelle-Zélande. Ce réseau, qui baigne en totalité la mer de Tasman, couvre environ quatre mille kilomètres carrés, mais le dessin complexe du trait de côte donne à ce dernier une longueur de mille cinq cents kilomètres environ. Ils se sont créés par un double effet de subsidence et d'élévation du niveau de la mer.
Dessinant un réseau complexe où s'entremêlent la terre et la mer, les Marlborough Sounds constituent un site exceptionnel, notamment du fait des pentes montagneuses plongeant directement dans la mer, mais aussi de la couverture végétale initialement très dense et très riche de ces pentes. La forêt, qui descend à l'origine jusqu'au bord même de l'eau, est notamment composée d'un certain nombre d'espèces endémiques, en particulier les hêtres nothofagus et les podocarpes.
Les eaux des rias sont également propices au développement de certaines espèces végétales ou animales marines, notamment la moule verte pour laquelle la baie de Pelorus est réputée. Les baleines franches avaient, avant l'occupation humaine, habitude d'y faire relâche pour y mettre bas leurs petits environ six mois par an.
Dans la mythologie maorie, les Marlborough Sounds constituent la proue à moitié émergée du waka (pirogue) qu'est l'île du Sud, et qui porte l'Aoraki. Le site est fortement lié au récit du combat mythique du héros légendaire Kupe contre la pieuvre géante Te Wheke-a-Muturangi, qui aurait laissé des traces visibles dans le paysage.
Les Maoris arrivent sur le site vers le XIVe siècle et pratiquent notamment la pêche et la chasse, mettant en péril quelques espèces. Mais c'est surtout l'arrivée des hommes blancs à partir du XVIIIe siècle, puis la colonisation britannique, qui modifient tout l'équilibre écologique du lieu. L'exploitation de ce milieu par l'homme, notamment à travers la déforestation, l'élevage ovin, l'orpaillage, la pêche industrielle et plus particulièrement la chasse à la baleine, puis par le tourisme, a fortement fragilisé ces lieux. Elle provoque en effet une érosion accrue des pentes, une pollution des cours d'eau et des bras de mer, une raréfaction de la biodiversité et l'accroissement de certaines espèces invasives.
À partir des années 1960, des premières actions correctives sont menées, parfois contre-productives avec l'importation d'espèces invasives végétales ou animales. À partir des années 1990 et surtout 2000, les actions menées sont à la fois plus ambitieuses et mieux documentées. Toutefois, certains scientifiques estiment que ces mesures sont encore insuffisantes pour protéger l'équilibre écologique de la région.

## Géographie

### Localisation

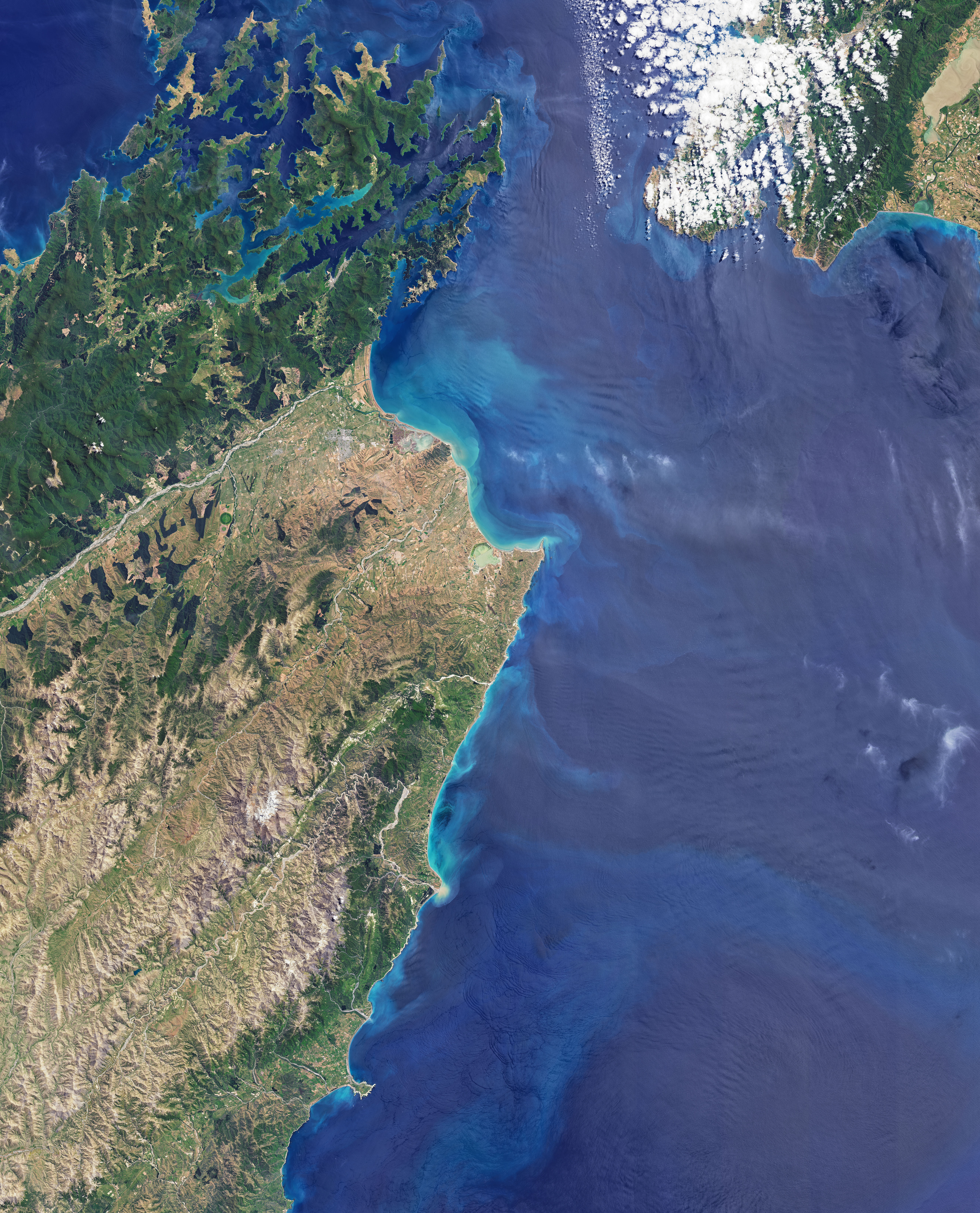
Le détroit de Cook, avec l'île du Sud sur la gauche, et les en en haut à gauche, et l'île du Nord sur la partie droite.

Les Marlborough Sounds sont localisés à l'extrémité nord-est de l'île du Sud, à peu près au droit de la capitale néo-zélandaise Wellington, située juste de l'autre côté du détroit de Cook.
Ils sont constitués de terres et des bras de mer situés au nord d'une ligne allant de la baie de Tasman au sud du détroit de Cook. L'extrémité occidentale de la zone généralement admise est le cap Soucis, qui ferme Croisilles Harbour. Du côté oriental, la limite est un peu plus floue et varie suivant les sources. Pour certains auteurs, il s'agit de Rārangi, premier établissement humain en venant du nord, situé à la limite de la plaine alluviale de la Wairau. Pour d'autres, la limite est tracée par la baie Robin Hood, désormais plus connue sous le nom de Waikutakuta (ceb),,.
La délimitation la plus courante de la zone ne correspond pas exactement au bassin versant des rias ; en particulier, le bassin versant de la Pelorus ne fait pas partie de la zone au sens strict.

### Morphologie

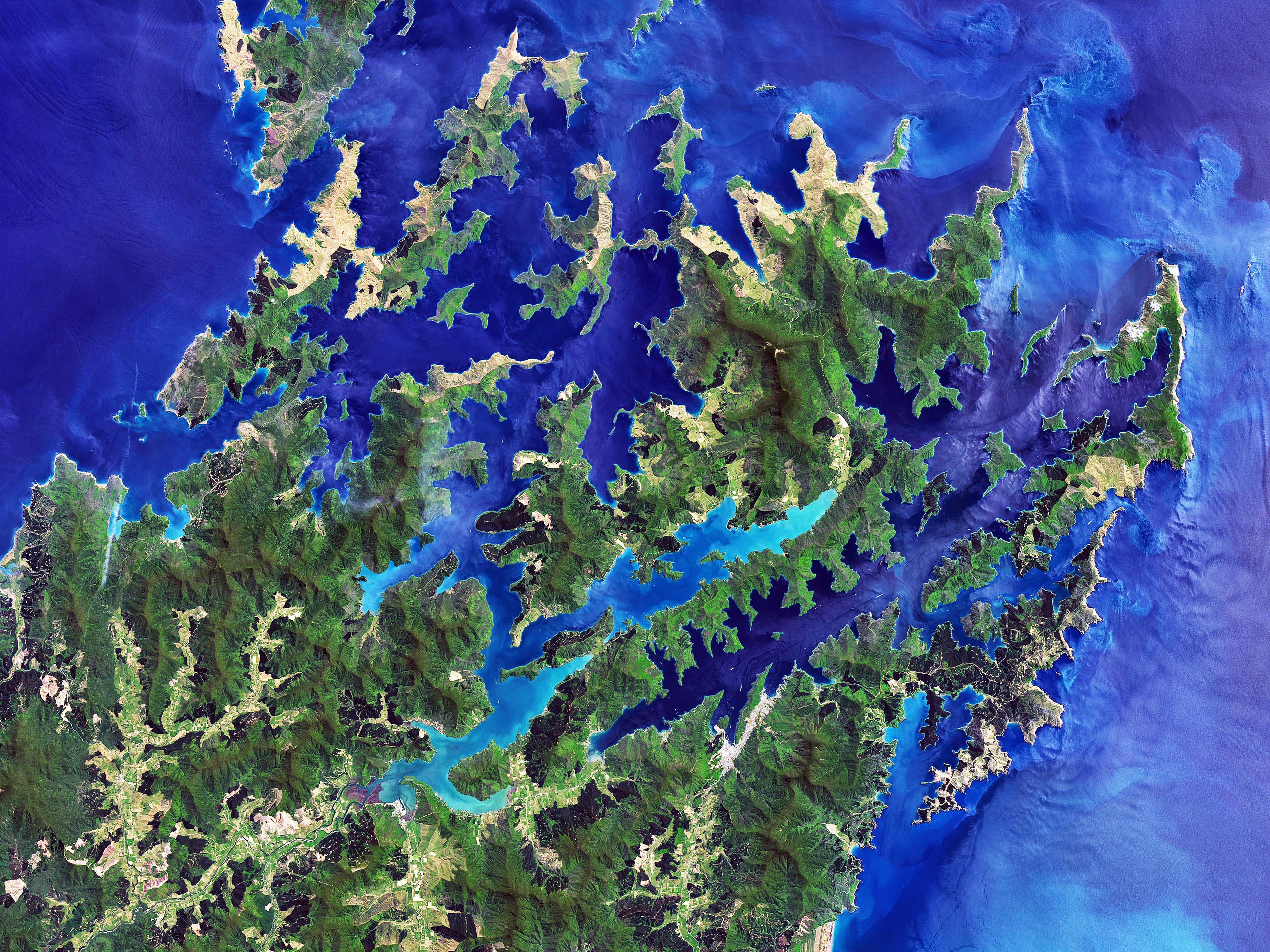
Photographie satellite de 2017 centrée sur les en.

Les Marlborough Sounds forment un enchevêtrement de rias et de crêtes insulaires ou péninsulaires, s'étendant sur une surface d'environ 4 000 kilomètres carrés ; mais le dessin de côte est si capricieux qu'il mesure, suivant les sources et l'échelle, de 1 200 à 1 500 kilomètres de longueur (cette dernière longueur à l'échelle {\displaystyle {\frac {1}{1000000}}}), soit un cinquième du linéaire côtier néo-zélandais,,.
Les pentes descendant des sommets vers la mer sont comprises entre 5 et 35° d'inclinaison ; en comparaison, les pentes des vallées fluviales se jetant dans les rias sont inférieures à 0,2°. En dehors des deux vallées du Pelorus et de la Kaituna, les espaces plats représentent moins de 3 % de la surface émergée de la zone.
Les vallées noyées sont en outre des zones de dépôt sédimentaire important ; ainsi, l'épaisseur cumulée de sédiments dans la baie de Tōtaranui est estimée à quatre cents mètres. L'interpénétration des milieux terrestres et maritimes fait qu'aucun point terrestre des Marlborough Sounds n'est éloigné de plus de dix kilomètres de la mer.
De ce fait, contrairement à des fjords, les rias des Marlborough Sounds sont relativement peu profondes, ne dépassant jamais cinquante mètres de profondeur dans la partie interne des rias, alors que certaines parties du détroit de Cook sont profondes de plusieurs centaines de mètres.

### Sites principaux

#### Bras de mers
La principale ria des Marlborough Sounds est la baie de Pelorus, également nommée Te Hoiere — « la longue pagaie » — en maori. Elle est longue de 56 kilomètres ; avec ses dépendances, elle couvre une surface trois fois plus importante que celle des autres rias principales de la zone. Elle s'ouvre sur la mer libre au nord-ouest des Marlborough Sounds. C'est tout au fond de cette ria que l'on trouve le village de Havelock.
La baie de Kenepuru est un bras secondaire du Pelorus, côté rive droite, quasiment à la tête de la baie. La baie de Tennyson est également un bras secondaire de la baie de Pelorus, mais située en rive gauche et beaucoup plus près de l'ouverture de la baie sur la mer. De nombreuses autres baies ponctuent la ria de Pelorus ; en allant du fond de baie vers l'embouchure, se trouvent notamment les baies Mahakipawa (ceb), Mahau (de), Nydia (ceb), du Nord-Ouest, Crail, Beatrix et Fitzroy, pour ne citer que les principales.
La baie autrefois connue sous le nom de « Reine Charlotte » est désormais plus connue sous son nom maori, baie de Tōtaranui. Contrairement à celle de Pelorus, elle s'ouvre au nord-est, du côté du détroit de Cook. Globalement parallèle à la baie de Kenepuru, elle n'en est séparée que de quelques centaines de mètres au droit de Te Mahia. D'autre part, l'extrême fond de la baie, Okiwa Bay, est séparé de Mahakipawa Arm — un des bras terminaux de la baie de Pelorus — par une bande de terre de cinq kilomètres de largeur environ, mais qui ne dépasse jamais dix-sept mètres d'altitude. C'est sur la rive sud de Tōtaranui qu'est située la principale ville des Marlborough Sounds, le port de Picton.
Le canal de Tory ou Kura Te Au fait communiquer la baie de Tōtaranui avec le détroit de Cook.
À l'extrême nord-ouest du système est situé Croisilles Harbour, nommé par Jules Dumont d'Urville en hommage à son oncle Jean-Jacques-François de Croisilles, chanoine et futur évêque auxiliaire de Bayeux, qui lui a donné le goût de la botanique,.
Enfin, à l'opposé, complètement au sud-est, est située la ria anciennement nommée Port Underwood et qui a repris son nom maori originel Te Whanganui.

#### Presqu'îles et îles
Les bras de mers sont encadrés par diverses presqu'îles relevant de l'île du Sud, ainsi que par plusieurs îles plus petites. Les plus vastes de ces dernières sont l'île d'Urville et l'île Arapaoa ; mais d'autres îles, quoi que plus petites, présentent des caractéristiques particulières, comme les îles Blumine, Motuara, Chetwode, Forsyth, Longue, Matapara, de Maud ou Stephens.
Le point culminant de la région est le mont Stokes, qui s'élève à 1 203 mètres d'altitude et domine le renflement le plus important de la presqu'île qui sépare la baie de Pelorus de celle de Tōtaranui.

### Unités écosystémiques
Dans le Plan de gestion des ressources des Marlborough Sounds, publié en 1991, la zone est divisée en huit écosystèmes marins et onze écosystèmes terrestres :
| Unités marines                                           | Unités terrestres                                   |
| -------------------------------------------------------- | --------------------------------------------------- |
| Unités marines exposées                                  | 1 : Île d'Urville et pourtour de Croisilles Harbour |
| A : Détroit de Cook oriental — Baie de Tōtaranui externe | 2 : Chaînon Bryant                                  |
| B : Île d'Urville — Détroit de Cook septentrional        | 3 : Détroit de Cook                                 |
| Unités marines protégées                                 | 4 : Bulwer                                          |
| C : Te Whanganui                                         | 5 : Île Arapaoa et environs                         |
| D : Baie de Tasman — Baie de l'Amirauté                  | 6 : Portage                                         |
| E : Baie de Pelorus médiane                              | 7 : Mont Stokes et alentours                        |
| F : Baie de Pelorus interne                              | 8 : Nydia                                           |
| G : Canal de Tory                                        | 9 : Vallée de la Pelorus                            |
| H : Baie de Tōtaranui                                    | 10 : Vallée de la Kaituna                           |
|                                                          | 11 : Robertson                                      |

### Hydrographie

#### Marées et houle
La houle peut s'exercer dans les Sounds extérieurs en cas de tempête, et être assez dangereuse pour la navigation, les creux pouvant atteindre deux mètres. En revanche, elle est relativement faible dans le système interne, du fait des tracés tortueux des rias. Les seules vagues sont provoquées soit par le vent soit par le passage des bateaux. La plupart du temps, elles sont comprises entre 25 et 35 centimètres de hauteur, avec une fréquence assez élevée, de l'ordre de deux secondes. Lors d'épisodes exceptionnels, elles peuvent atteindre un mètre de creux. Ces vagues n'affectent que la partie supérieure de la couche liquide et n'ont donc pas de capacité de transport de sédiments, à l'exception des vagues générées par le sillage des navires les plus importants ou les plus rapides.
Deux systèmes différents de marée affectent le secteur. Le système occidental, comprenant la baie de Pelorus, ses bras secondaires et Croisilles Harbour, est lié au système amphidromique de la côte occidentale, la marée de crue se déplaçant vers le sud. Dans le système oriental, qui comprend la baie de Tōtaranui, le canal de Tory et Te Whanganui, la marée suit le régime de la côte orientale et se déplace vers le nord.
- Marées et houle dans les Marlborough Sounds

Marées et houle dans les en
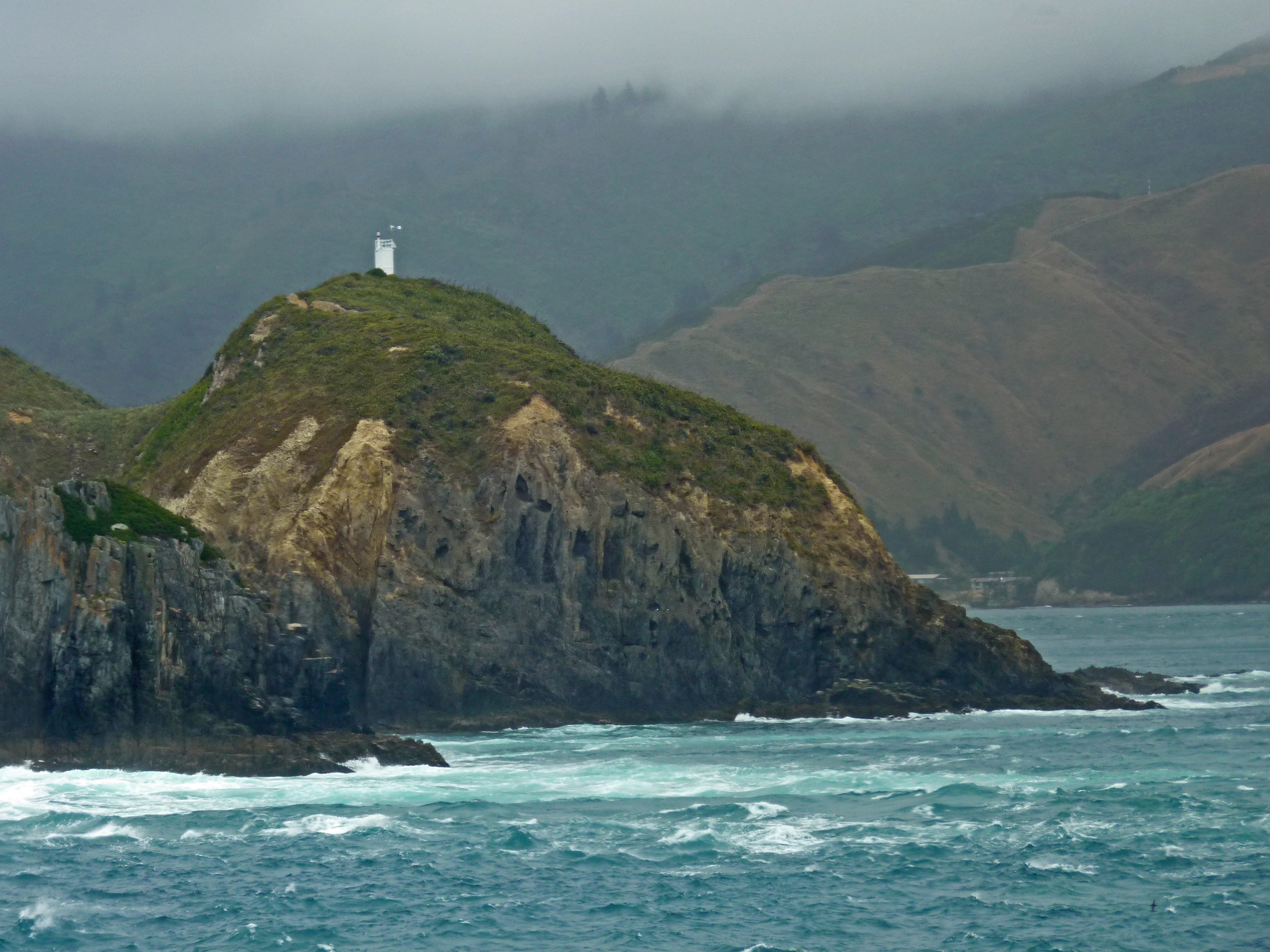
La houle relativement présente et puissante à l'entrée du canal de Tory.
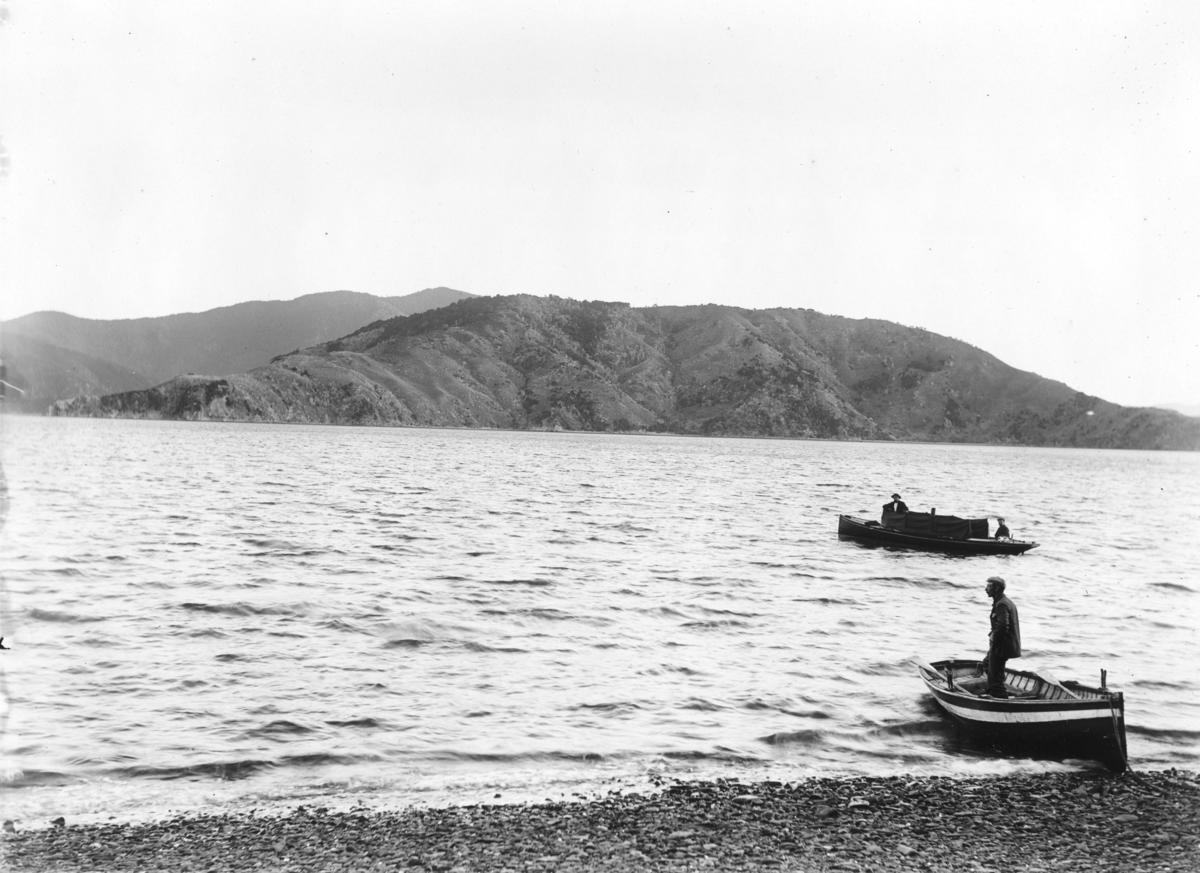
Les vaguelettes abordant l'île Matapara, à l'entrée de la baie de Tōtaranui.
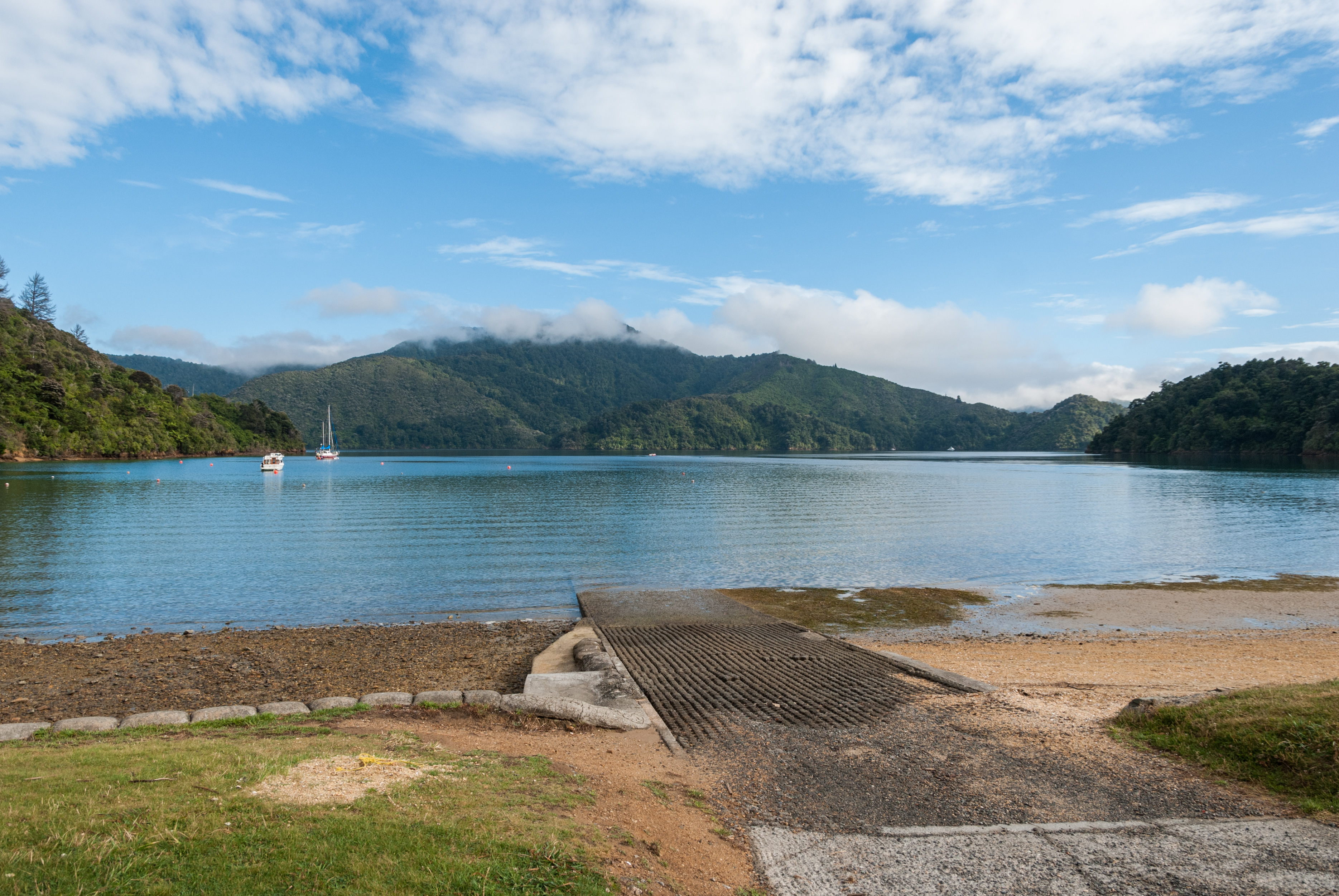
Le fond de la baie de Ngākuta (en), près de la tête de Tōtaranui.

### Propriétés de l'eau
La plus grande étude sur la salinité de l'eau de mer des Sounds est réalisée par R. A. Heath en 1973, en mobilisant le navire R. V. Tangaroa, un bateau plus petit pour les eaux peu profondes, ainsi que des stations fixes. L'étude porte également sur la durée de rétention de l'eau et sa turbidité dans les deux principales rias, celle de Pelorus et celle de Tōtaranui.
Elle permet notamment d'établir que la durée moyenne de rétention de rétention de l'eau dans la baie de Pelorus est de vingt-et-un jours, contre trente-six dans le Tōtaranui. D'autre part, la salinité ne décroît presque pas de l'embouchure de la baie de Tōtaranui jusqu'à la tête, alors qu'elle décroît fortement près de Havelock (jusqu'à une concentration de 18 grammes par litre en hiver, soit presque moitié moins que dans l'océan), ce qui s'explique par l'abondance des cours d'eau alimentant le Pelorus.

## Géologie

### Morphogenèse

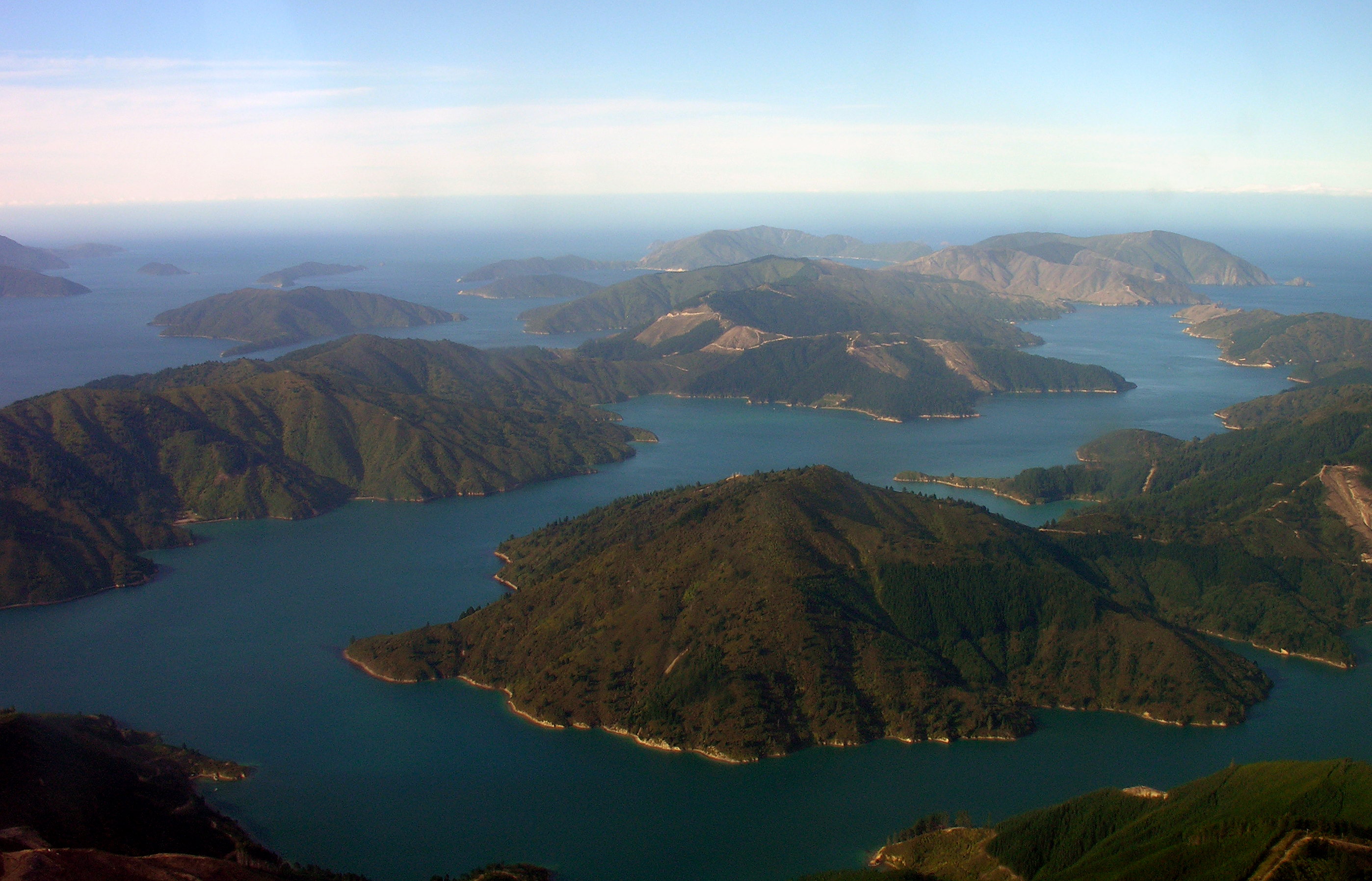
Le canal Tory, qui joint la baie de Tōtaranui au détroit de Cook, vu depuis le sommet du Rahotia, au sud-ouest.

D'un point de vue orographique, les sommets péninsulaires, insulaires et immergés de la région constituent l'extrémité de la chaîne des Alpes du Sud,.
Les Marlborough Sounds sont des rias, submergées du fait de la subsidence de la Nouvelle-Zélande centrale. Lors du pic de la dernière période glaciaire, il y a environ 14 000 ans, les parties actuellement émergées des Marlborough Sounds constituaient le début d'un isthme reliant les deux îles de la Nouvelle-Zélande. L'inclinaison du socle montre que la subsidence se poursuit. L'extrémité septentrionale des Alpes du Sud est en effet la partie supérieure d'un bloc tectonique limité au sud par la faille de Wairau, mais qui s'étend sous la mer jusqu'au bassin de Wanganui, sur l'île du Nord. Le frottement de ce bloc sur la plaque pacifique à une profondeur comprise entre quarante et soixante kilomètres provoque une torsion de la plaque australienne et un effet de traction du bloc vers le bas, ce qui entraîne la subsidence de la zone.
Les études topographiques et bathymétriques menées par W. Lauder en 1970 montrent que les rivières qui se jettent actuellement dans les Marlborough Sounds, et qui coulent donc du sud vers le nord, notamment l'Atahaua Creek, la Pelorus et la Waitohi, coulaient jadis dans le sens inverse et se jetaient dans le Wairau. Une des preuves de cet affaissement progressif est la profondeur des chenaux inondés, qui diminue au lieu d'augmenter du sud vers le nord. La subsidence semble durer depuis environ 150 000 ans, mais d'autres études vont jusqu'à une estimation d'un million d'années. Dans tous les cas, cette formation est récente, ce dont atteste l'absence de bancs de sable et de falaises. Cette hypothèse est confirmée en 1997 par Paul Mortimer et Nick Wopereis. En première analyse, ces auteurs font l'hypothèse d'une inversion très récente, entre 12 000 et 70 000 ans, mais une étude postérieure suppose plutôt une inversion s'étant produite entre 128 000 et 186 000 ans,.

### Sismicité
La région n'est pas directement placée sur une faille active, étant située entièrement sur la plaque pacifique. Néanmoins, la faille de Wairau passe à peu de distance au sud de la région et des séismes peuvent se produire. En 1848 se produit un violent séisme de magnitude 7,5,. Des séismes peuvent également se produire à l'intérieur même de la zone ; en 2011, une secousse d'une magnitude de 3,7 est enregistrée au nord du cap Soucis à grande profondeur.
Le séisme de 2016 à Kaikoura, bien qu'il n'ait occasionné aucun dégât direct dans la région, provoque des subsidences et des exhaussements locaux, dont l'amplitude varie suivant les lieux entre deux et dix centimètres. Il endommage également l'épave du MS Mikhail Lermontov, reposant sur le fond de Port Gore, au large du cap Jackson (en).
Par ailleurs, les alertes au tsunami sont systématiques lors d'un séisme puissant, même s'il est lointain ; c'est par exemple le cas lors du séisme de 2021 aux Îles Kermadec.

### Roches
D'un point de vue géologique, la région est constituée de trois diagonales orientées du sud-ouest vers le nord-est. La première en partant de la baie de Tasman, au nord-ouest, est composée d'argilite sous laquelle émergent des roches ultramafiques. Cette première diagonale comprend la totalité de l'île d'Urville, la péninsule qui lui fait face de l'autre côté de French Pass et presque tout le pourtour de Croisilles Harbour. La seconde diagonale est marquée par une prédominance de Grauwacke. Elle comprend toutes les pentes des vallées de la Pelorus et de ses affluents, ainsi qu'une grande partie des presqu'îles et îles bordant la baie de Pelorus, à l'exception de celles de Kenepuru au sud-est, Fitzroy au nord-ouest et Crail à l'est. La troisième diagonale est composée de schiste ; elle comprend tous les abords de la baie de Tōtaranui, du canal de Tory, ainsi que la Richmond Range. Toutefois, certains points hauts ou isolés de cette diagonale voient le Grauwacke dominer, notamment les abords du mont Stokes, la partie orientale de l'île d'Arapaoa ou les sommets situés au sud-est de Picton. Toutes ces compositions sont globalement valables au-dessus de deux cents mètres d'altitude ; en dessous, le substrat rocheux est fortement altéré, et la roche est représentée par une roche rouge très tendre,.
Les études géologiques menées sur l'île de Pohenui montrent qu'une grande partie du sous-sol est constituée pour partie de grauwacke et pour partie de schistes argileux sédimentaires, de couleur sombre, généralement vert foncé. Ces roches ne contiennent pas de fossiles, ce qui rend difficile la détermination de leur âge. Certaines moules du genre Atomodesma fossilisées datant du Permien (entre 290 et 248 millions d'années) ont été retrouvées dans les couches supérieures, les plus récentes. Certaines hypothèses font en conséquence l'hypothèse de dater les roches du Silésien ou Carbonifère supérieur,.
Les rias étant très bien protégées de la houle, l'érosion littorale est très faible ; elle a ainsi été estimée en quatre localités différentes à une trentaine de mètres sur sept mille ans, soit quarante centimètres par siècle. Une des conséquences de cette stabilité est que le trait de côte n'a pas changé depuis la venue de l'Homme dans ce lieu.

## Climat
Toutes la zone est soumise à des vents d'ouest chargés d'humidité, ce qui lui permet de bénéficier de précipitations abondantes. Celles-ci s'étagent entre 1 000 millimètres annuels environ sous le vent, du côté sud-est des montagnes juste au nord de Blenheim, et 2 000 millimètres environ sur le versant nord-ouest, autour d'Ōkiwi Bay. Ces pluies peuvent être violentes, avec des épisodes de 200 millimètres de précipitations en douze heures, surtout sur les pentes du mont Stokes.
Le vent dominant vient du nord, mais la topographie montagneuse peut induire des changements locaux, comme à Picton où les vents du sud ou du nord-ouest sont fréquents. Les vents sont relativement réguliers. En hiver, la vitesse est relativement faible ; en revanche, des rafales peuvent survenir en février et en mars, dépassant 28 nœuds — 52 kilomètres par heure — surtout en milieu de journée.
Bien que jouissant évidemment d'un climat océanique, la zone est assez chaude en été, notamment grâce à un ensoleillement assez important. Ainsi, le mois de janvier compte 239 heures d'ensoleillement moyen. À l'inverse, le fort relief ne permet qu'un très faible ensoleillement de certains ubacs en hiver, ce qui explique des températures relativement froides.
Aucune station météorologique n'est à proprement parler située dans les Marlborough Sounds, mais trois en sont très proches. La première est celle de Rai Valley qui, comme son nom l'indique, est située dans la vallée de la Rai, au nord-ouest d'Havelock. La seconde est située à l'extrême nord de la zone, sur l'île Stephens. Enfin, la dernière est située sur The Brothers.

## Faune et flore

### Caractéristiques
Avant l'arrivée de l'homme, la totalité des terres émergées était recouverte par la forêt.

### Espèces végétales
La région étant à la même latitude que Wellington, la végétation présente sur les pentes est plus proche de celle de l'île du Nord que du reste de l'île méridionale. Par exemple, y sont présentes le kohekohe (Dysoxylum spectabile), le rewarewa (Knightia excelsa), l'olivier de Cunningham (Olea cunninghamii), mais aussi des espèces propres à l'ensemble de la Nouvelle-Zélande comme le Rhopalostylis sapida, le Myoporum laetum ou le Brachyglottis repanda (en), le manuka, le pseudopanax arboreus (en), le bois de reinette ou akaeake, le melicytus ramiflorus (en) ou mahoe et l'olearia paniculata (en) ou akiraho. Les sommets sont principalement peuplés de nothofagus.

Particularité de la forêt locale
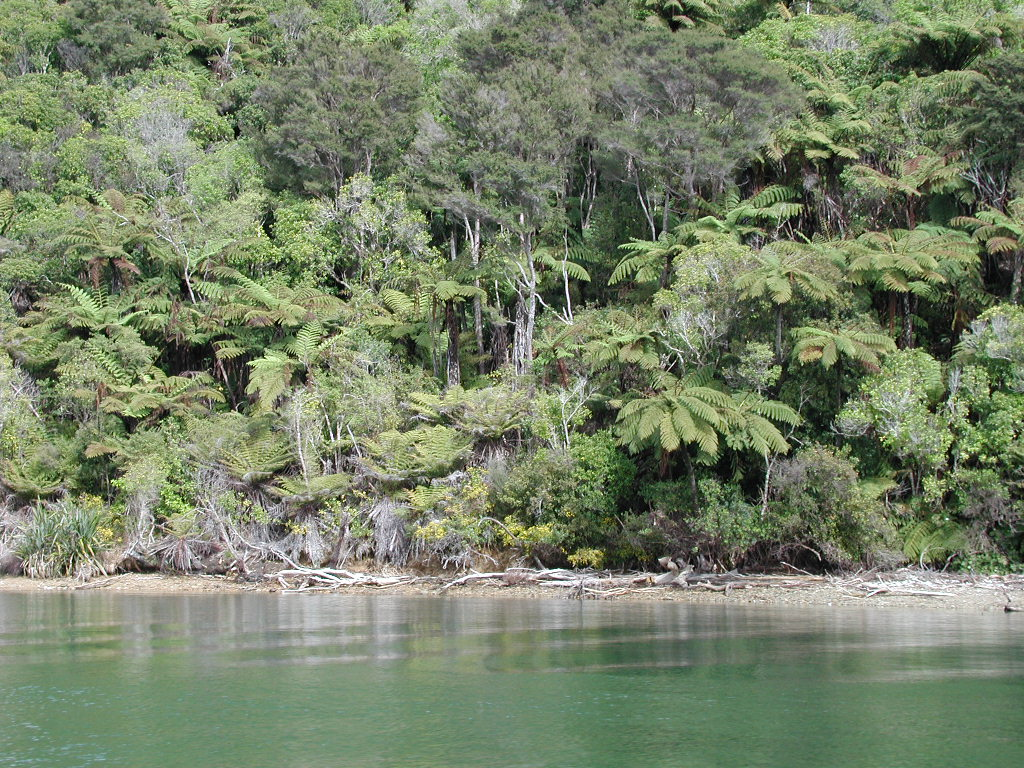
La forêt couvrant les parties émergées avance jusqu'à la rive.
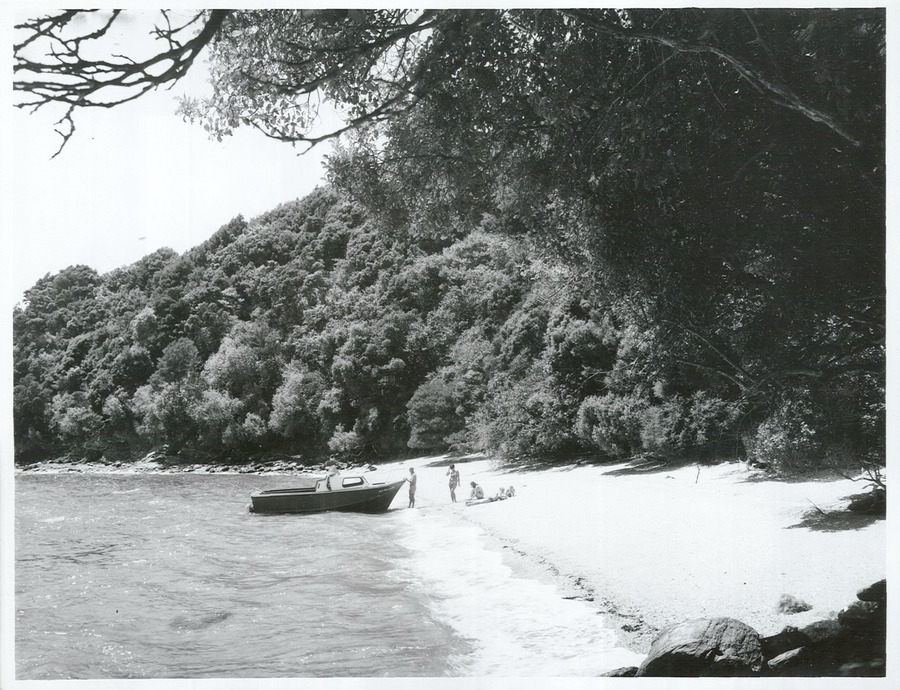
Une plage de la baie de Kenepuru en 1971, prise en photo pour une publicité.
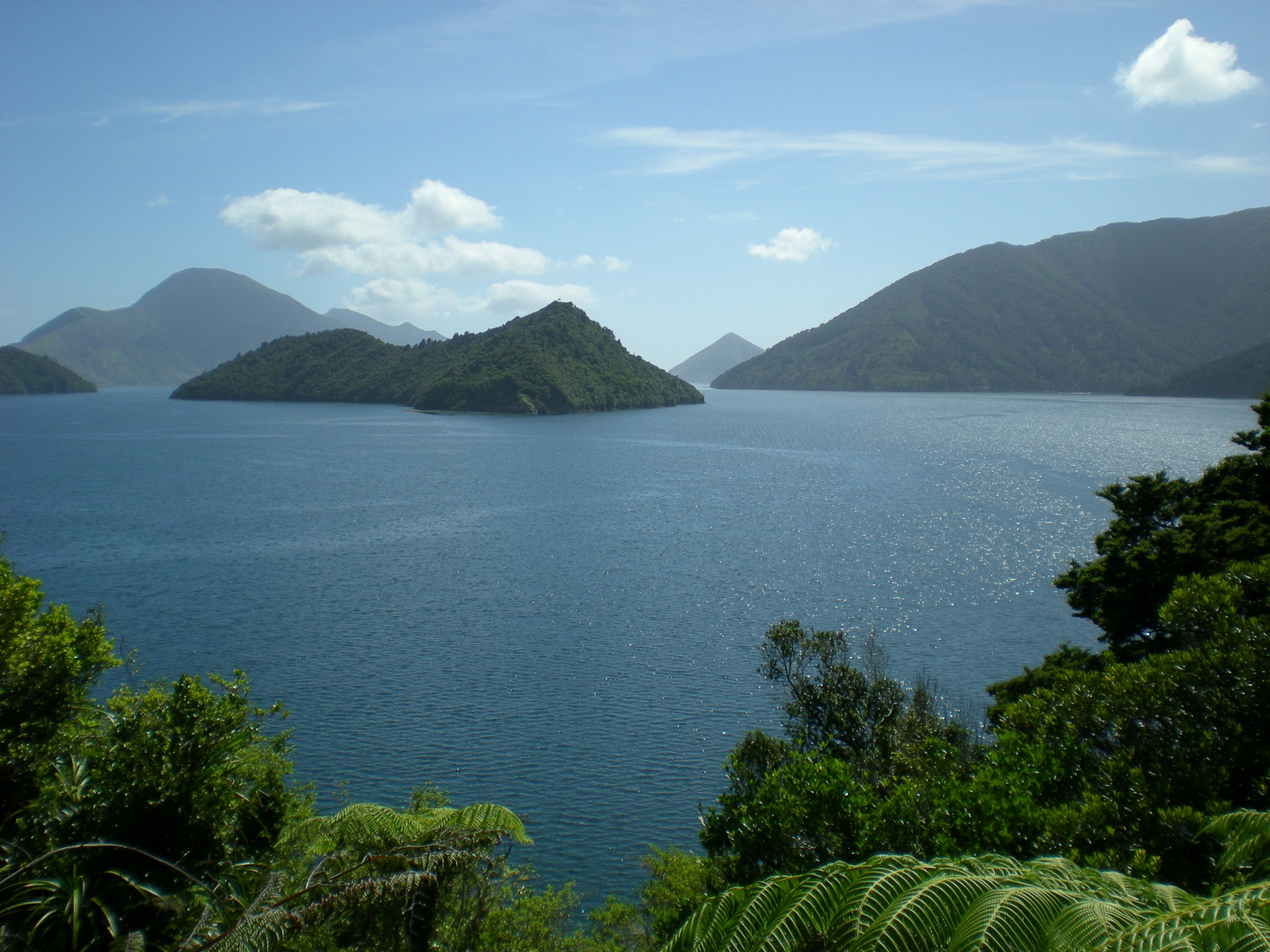
La végétation est de type subtropical.

### Espèces animales
Comme pour les végétaux, de nombreuses espèces endémiques peuplent les Marlborough Sounds ; les îles, en particulier, du fait de leur insularité, abritent des populations spécifiques protégées des prédateurs jusqu'à la venue de l'Homme. De nombreux oiseaux, en particulier, sont spécifiques aux îles de la zone. ON relève notamment le kiwi, et plus particulièrement le kiwi d'Owen, la perruche à tête d'or, la grenouille de Maud, Leiopelma pakeka, le créadion rounoir, le sphenodon, le puffin fuligineux, ou « muttonbirds », le miro de Garnot ou toutuowai, le kākāriki, le mohoua à tête jaune ou le faucon de Nouvelle-Zélande, appelé localement karearea.

La faune des Marlborough Sounds
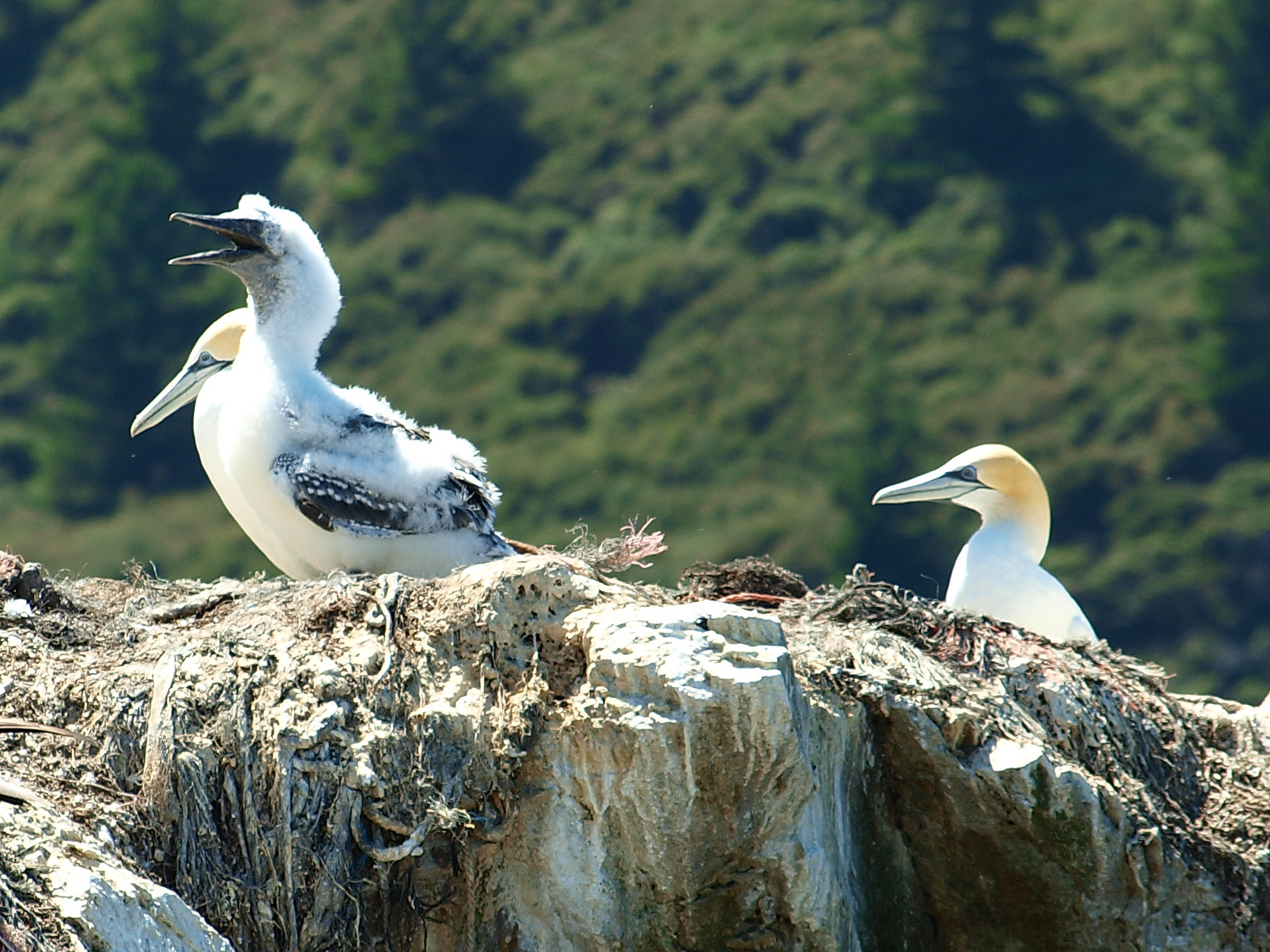
Colonie de fous austraux sur les rives de la baie de Pelorus.
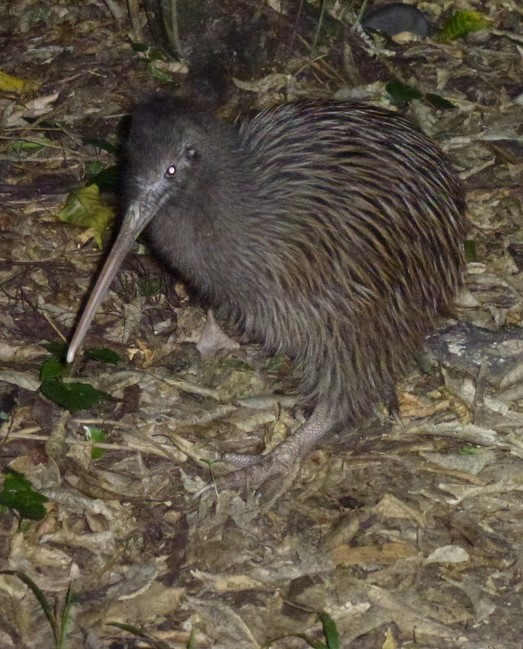
Un kiwi sur l'île Blumine.
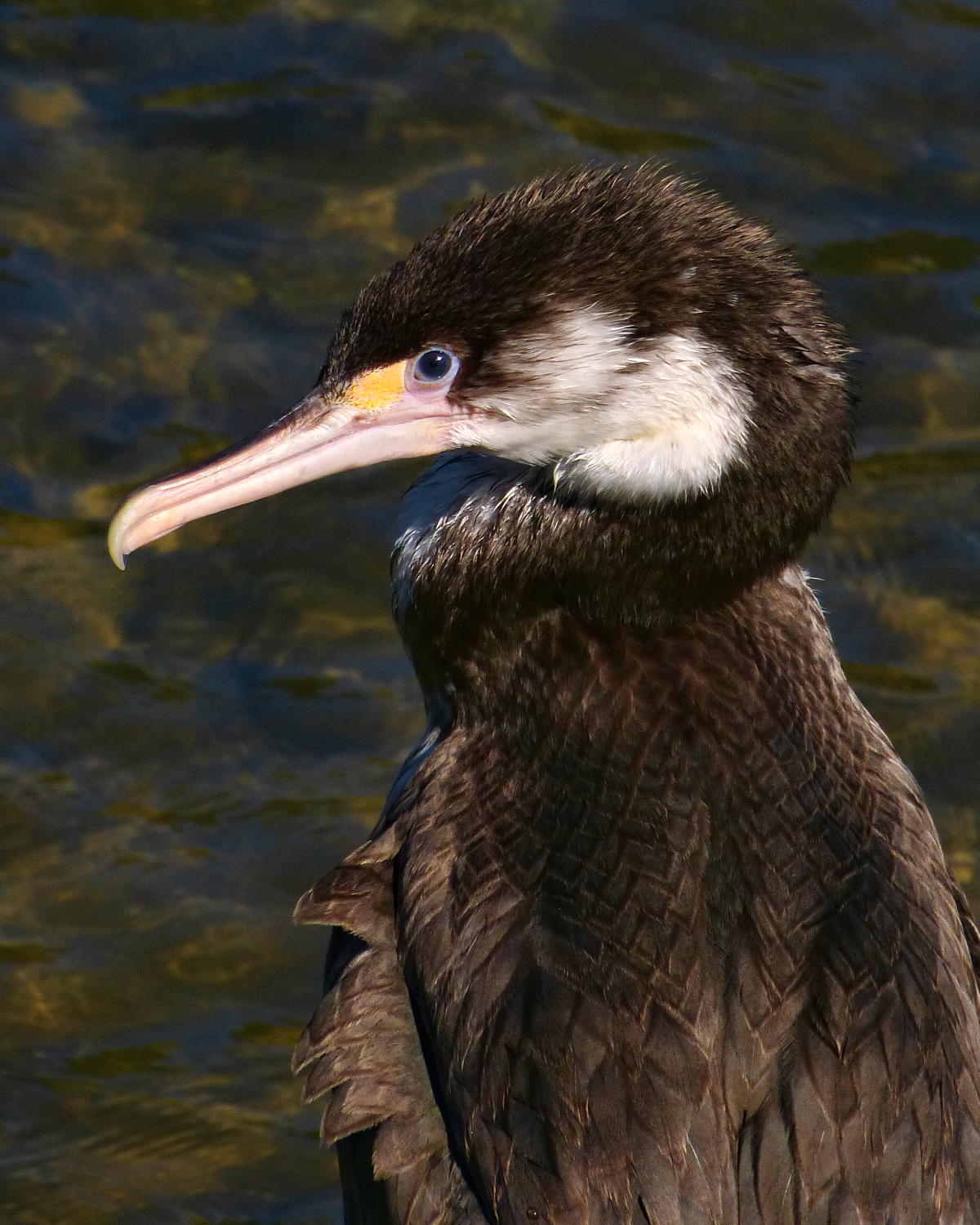
Un cormoran varié photographié dans le Tōtaranui.
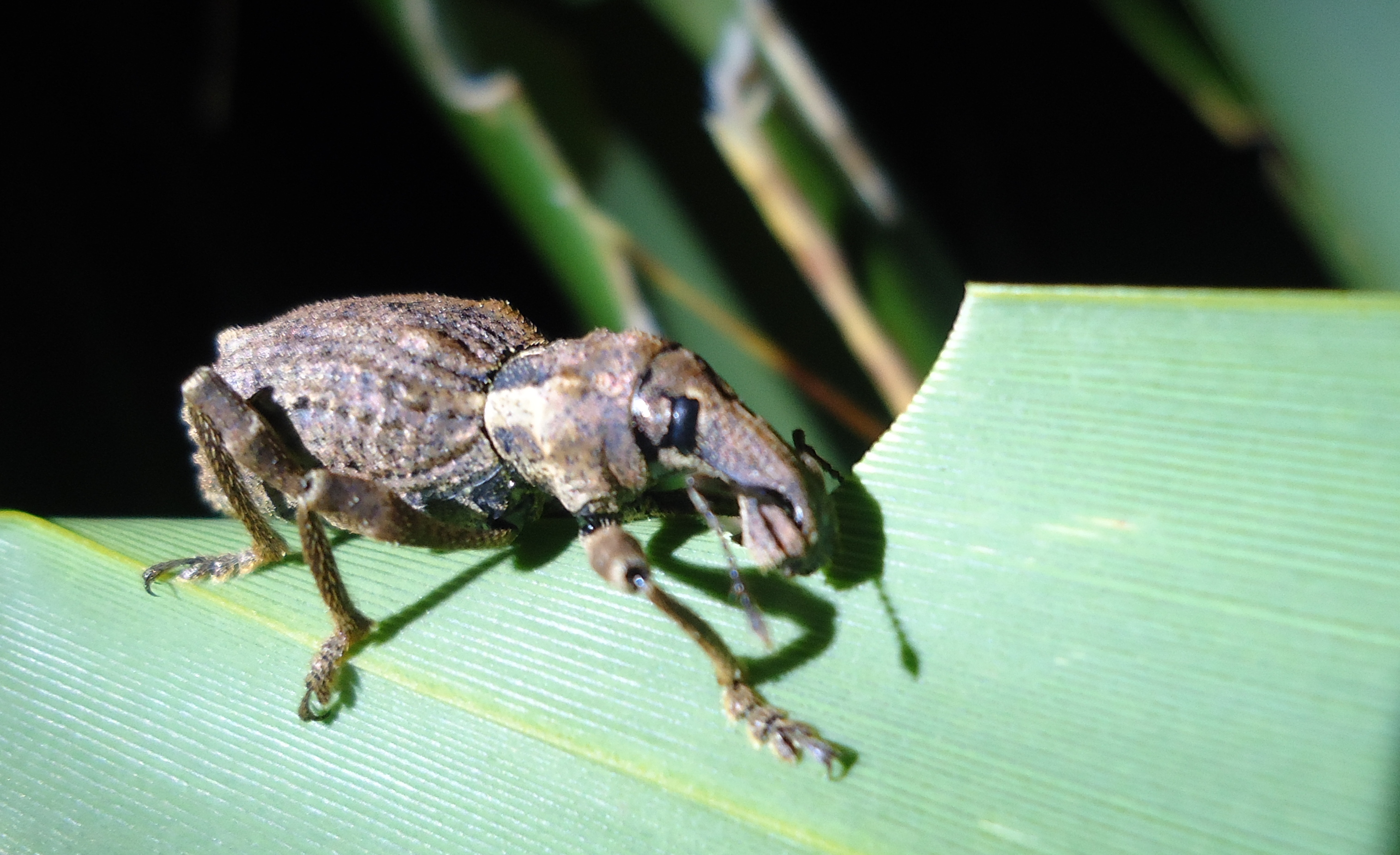
Charançon du lin sur l'île de Maud.
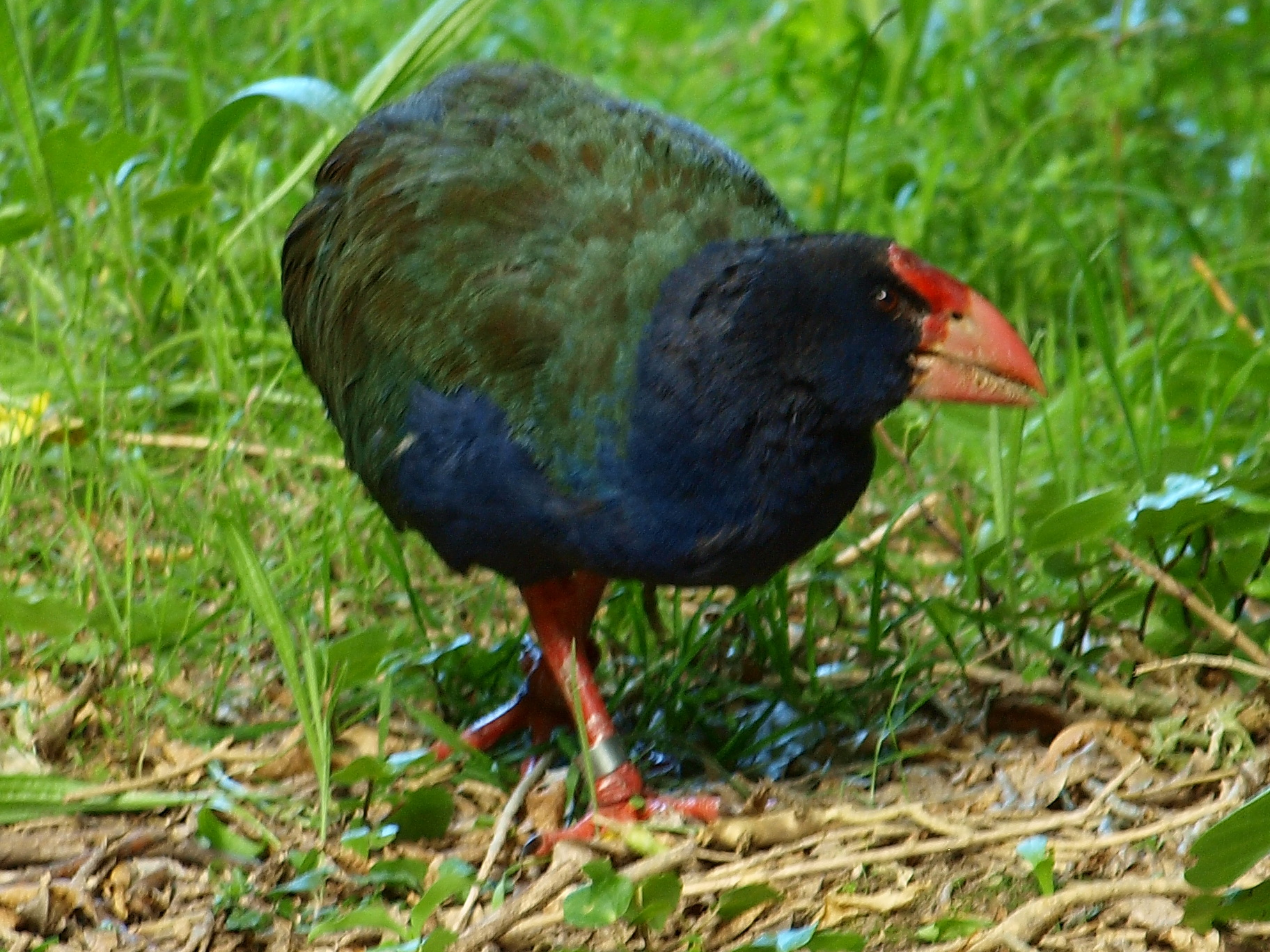
Takahé du Sud sur l'île de Maud.
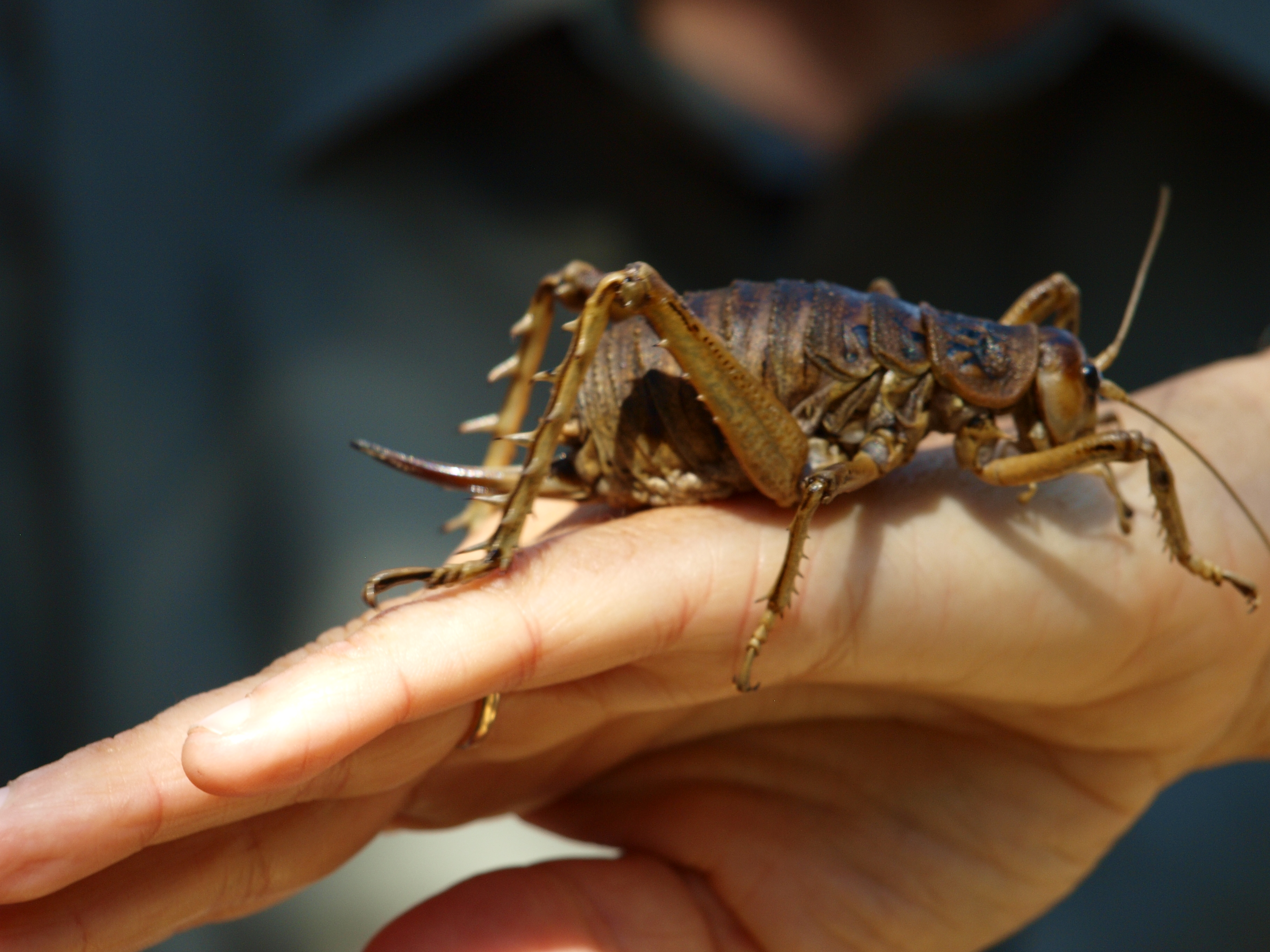
Weta géant observé également sur l'île de Maud.

## Histoire

### Légendes
Dans la mythologie maorie, deux légendes différentes expliquent la création de ce relief singulier. Dans la première, les presqu'îles et îles du site constituent la proue à moitié émergée du waka (pirogue) qu'est l'île du Sud, et qui porte l'Aoraki ; en effet, les dieux, descendus des cieux sur Terre dans leur embarcation, ont ensuite été incapables d'y remonter. La quille a alors formé les Alpes du Sud alors que la proue, brisée, devenait les Sounds. Dans la seconde légende, le héros légendaire Kupe aurait affronté la pieuvre géante Te Wheke-a-Muturangi qui, agrippant ses tentacules à l'île méridionale, l'aurait partiellement immergée,,.
Plusieurs sites rappellent directement ce combat, notamment l'île Arapaoa, dont le nom « coup porté de bas en haut » fait directement référence au coup de lance décisif de Kupe à l'animal, et Kura Te Au, le nom maori du canal de Tory, qui signifie « rouge de sang » car le sang de la bête y aurait coulé.

### Occupation par les Maoris
Les Marlborough Sounds commencent à occuper le site au XIVe siècle, par vagues migratoires successives. Plus de trois cents sites archéologiques ont été mis au jour jusqu'en 2020 rien que dans la baie de Tōtaranui. Ces premiers habitants vivent principalement de la pêche et de la chasse, notamment des otaries de Nouvelle-Zélande, des éléphants de mer du Sud et les manchots Waitaha, ces derniers ayant été chassés jusqu'à la disparition totale.
Des premiers défrichements sont menés par les Maori dans les fonds de baies et sur certains promontoires, en utilisant particulièrement la technique du brûlis.

### Découverte par les Européens

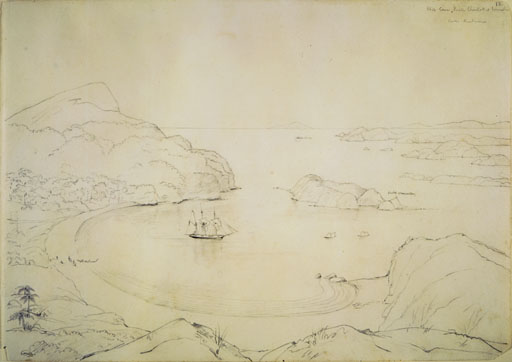
L'Endeavour de James Cook faisant relâche dans Ship Cove, en face de l'île Motuara, gravure de Charles Heaphy.

En 1770, James Cook fait relâche dans les Marlborough Sounds ; il y découvre notamment la plante Lepidium oleraceum, endémique à la Nouvelle-Zélande et à quelques îles alentour. Cette découverte est précieuse pour lui et son équipage car la plante est riche en vitamine C et donc anti-scorbutique.

### Exploitation économique auxXIXeetXXesiècles
De 1820 à 1864, la chasse à la baleine fait vivre une partie de la zone, en particulier le canal de Tory et Te Whanganui. Plusieurs stations baleinières y sont implantées. Le lieu est en effet un lieu de passage sur les itinéraires de reproduction des baleines franches australes, des cachalots et des baleines à bosse,.
En 1828, le premier baleinier arrive sur le site, le site étant un lieu de passage sur les itinéraires de reproduction des cétacés. Rapidement, six stations sont mises en place, accueillant dix-huit navires. L'huile de baleine devient le premier produit d'exportation de la Nouvelle-Zélande. Des vigies sont placées sur West Head, à l'extrémité orientale du détroit, pour surveiller les entrées de cétacés et lancer les flottes de pêche. Cette activité diminue dès 1840, alors qu'Ernst Dieffenbach avertit déjà sur le risque de disparition des populations de baleines, mais elle est relancée par la famille Perano au début du XXe siècle. À cette date, la vigie est déplacée d'une centaine de mètres vers l'amont, mais plus en altitude,,.
Rien qu'entre 1911 et 1964, les baleiniers du détroit de Cook tuent environ cinq mille baleines à bosse ; les cétacés, devenus très rares, renoncent à passer par le détroit de Cook et la dernière station baleinière ferme en 1964. Les postes d'observation sont relancés dans les années 2000 par le Ministère de la Conservation dans un but de comptabilisation, en partenariat avec le WWF et l'entreprise Dolphin Watch Ecotours. Les comptabilisations de 2004 à 2006 montrent une timide remontée du nombre d'animaux, mais qui reste inférieur de 70 % aux valeurs enregistrées dans les années 1960.
- Les traces de l'exploitation économique des Marlborough Sounds

Les traces de l'exploitation économique des en
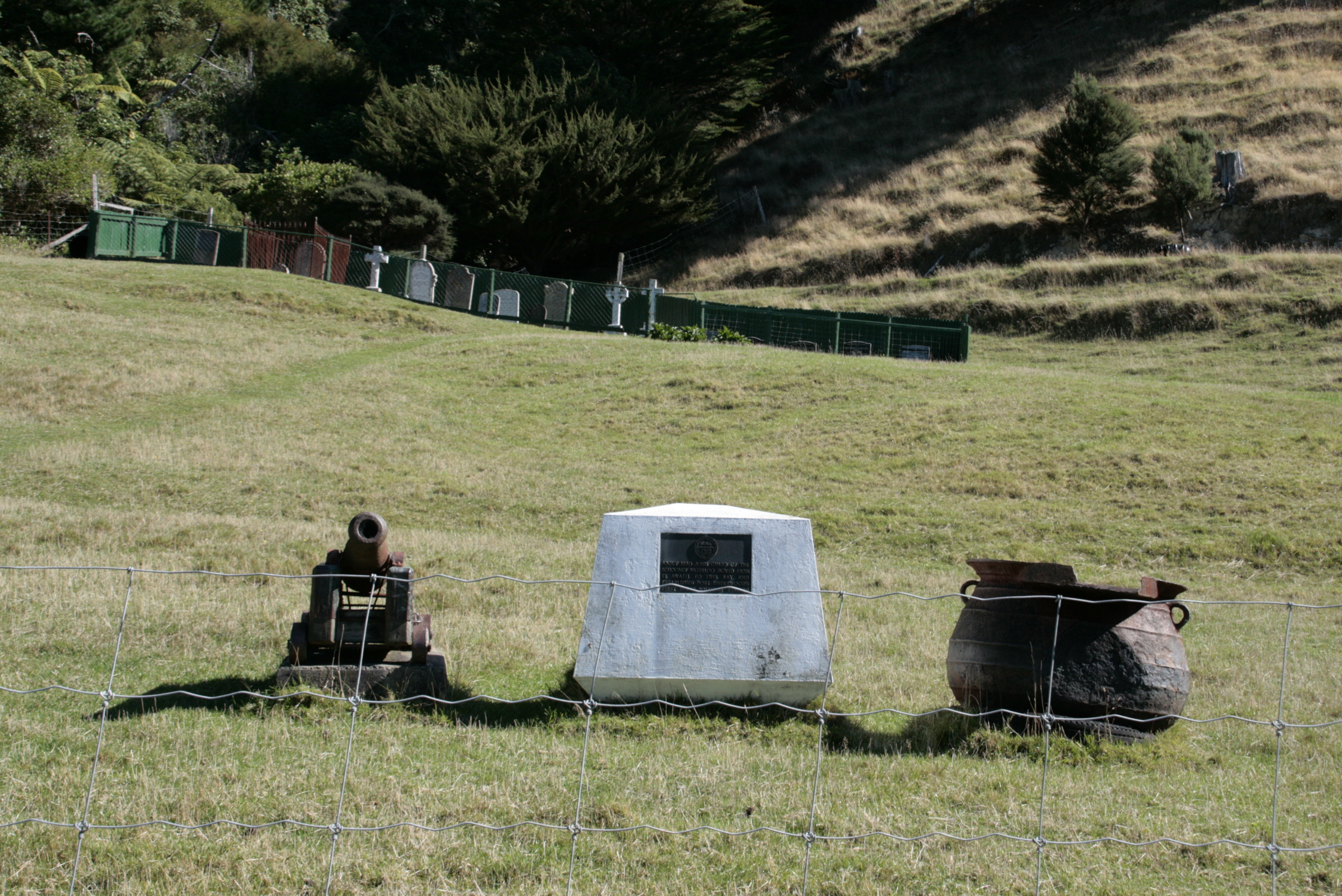
Monument aux baleiniers de 1830, au fond de la baie de Kakapo, sur la rive occidentale de Te Whanganui.
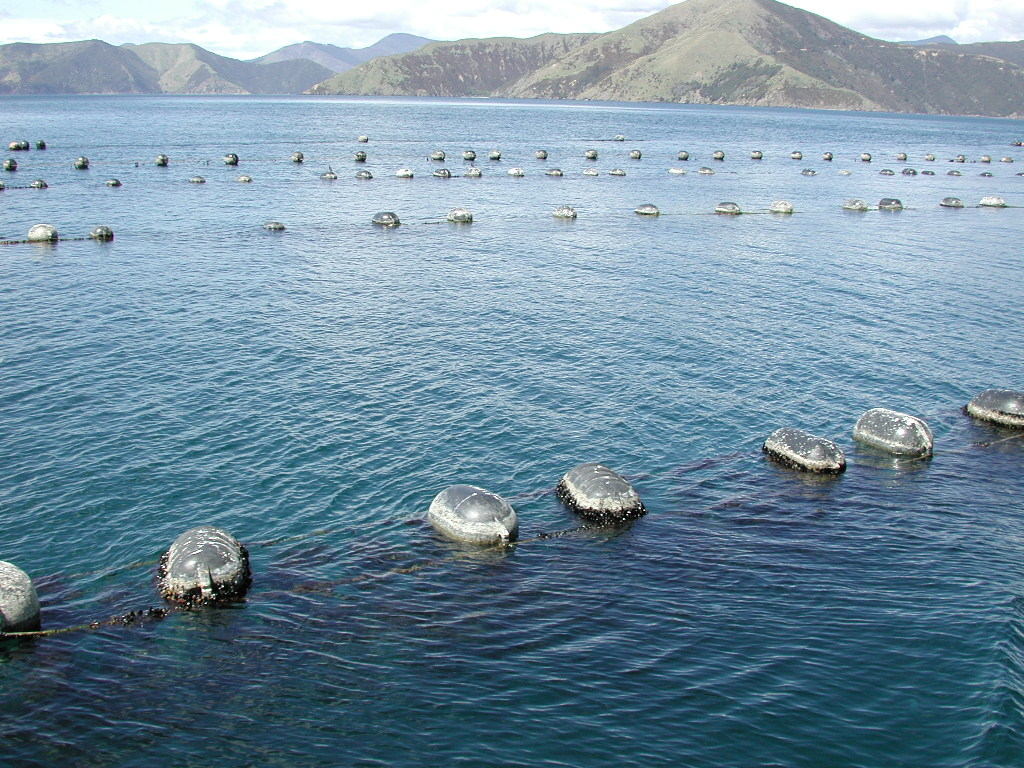
Ferme de mytiliculture près de Port Ligar, à l'extrême nord de la baie de Pelorus.
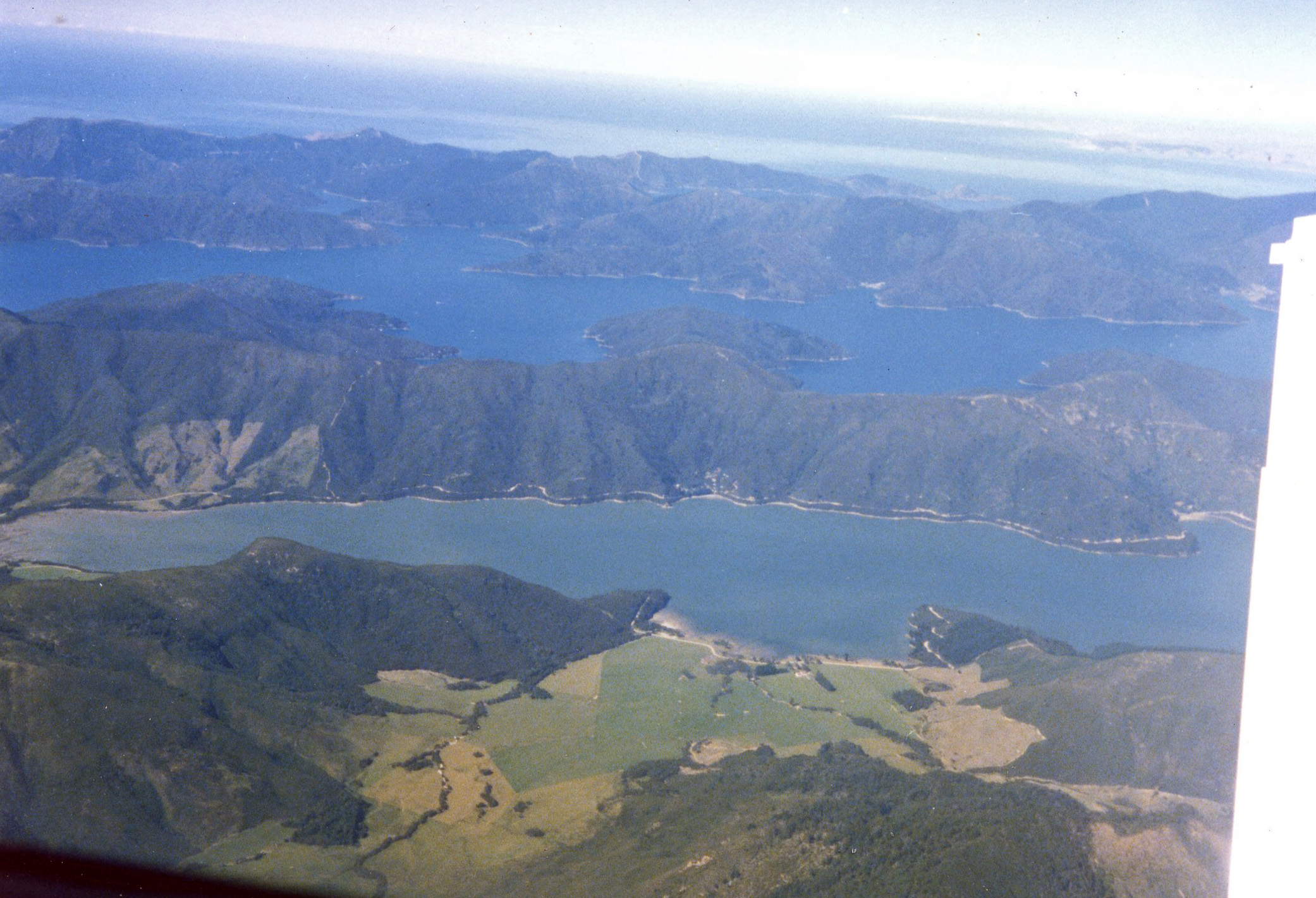
Photographie aérienne de 1990 montrant certaines parties des pentes mises en culture ou en pâtures.
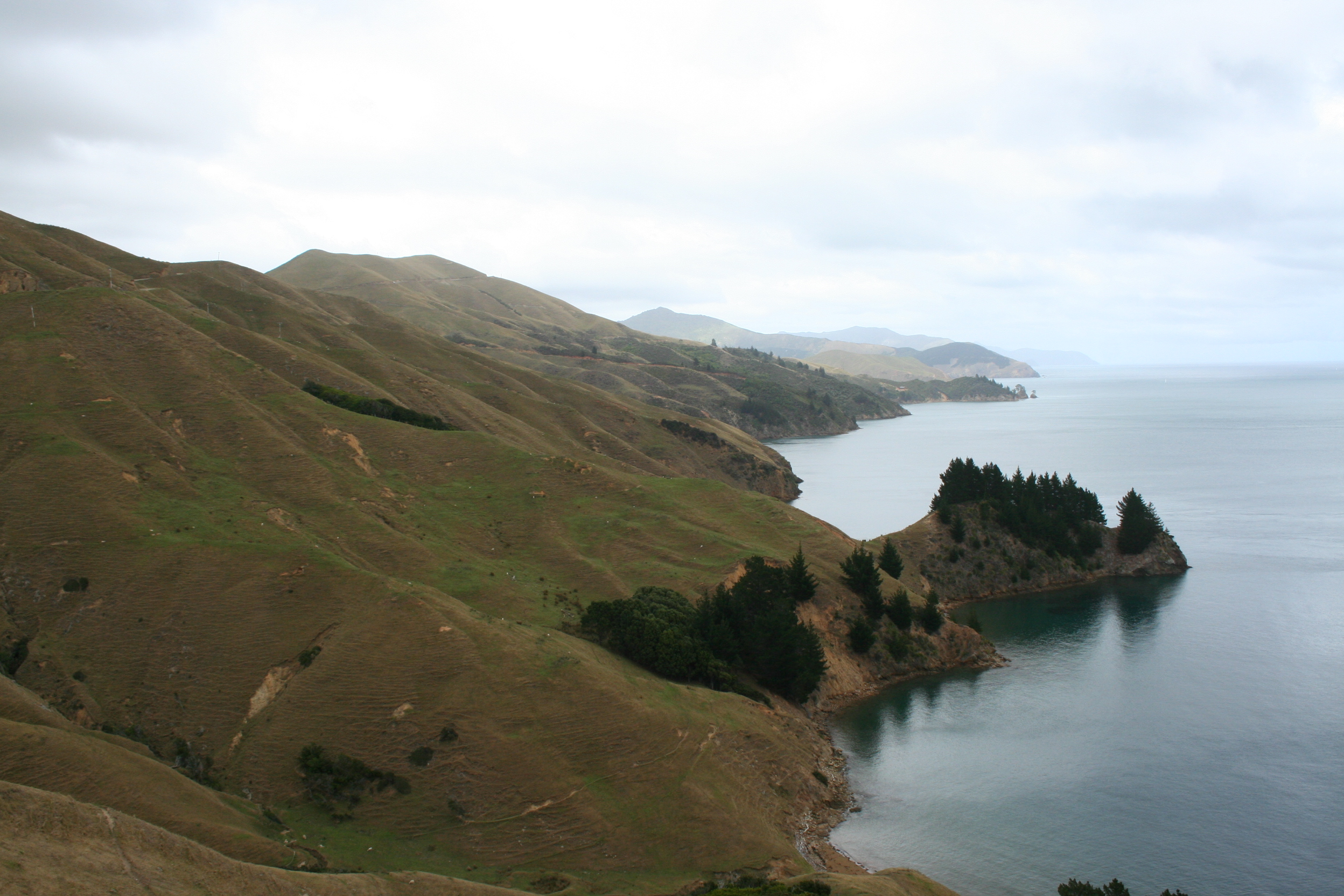
Vues depuis French Pass, les pentes déboisées le long du Bassin des Courants (en) transformées en pâtures à moutons.

Entre 1860 et 1880, la région connaît deux brèves mais intenses ruées vers l'or qui coïncident avec une forte hausse de l'exploitation forestière. Havelock devient le lieu principal d'expédition de ces deux produits. En ce qui concerne l'or, deux épisodes de ruée vers l'or ont lieu à vin-cinq années d'écart. La première concerne les rives de la Wakamarina, affluent de rive droite du Pelorus, où quatre mille d'entre eux s'établissent durant le mois d'avril 1864. Le village actuel de Canvastown est l'hériter du campement de fortune des chercheurs d'or. La seconde, en 1888, touche d'abord les rives du Cullen Creek, au sud de Linkwater, puis celles de la Waikakaho, affluent de la Wairau, sur l'autre versant de la même montagne. Le village qui se crée compte jusqu'à mille habitants, mais ne dure que deux années. 
En ce qui concerne le défrichement et l'agriculture, le maximum est atteint entre 1910 et 1920. Durant cette décennie, environ la moitié de la surface terrestre des Marlborough Sounds est utilisé de manière agricole. Ce sont principalement les terres situées en partie basse des pentes qui sont exploitées, les sommets restant couverts de végétation.
À partir de 1900, la pêche au chalut se met en place ; des voix s'élèvent pour l'interdire dans les zones de reproduction, mais sans être entendues. Au XXIe siècle encore, 70 % de la production néo-zélandaise de moule verte et les trois quarts de la production de saumon d'élevage proviennent des Sounds.

### Utilisation militaire du site
Certaines des îles et presqu'îles accueillent dans les années 1940 des équipements militaires, notamment des batteries d'artillerie côtière, dans le cadre de l'engagement militaire du pays du côté allié et de la crainte de voir les troupes japonaises arriver jusque dans l'archipel. C'est en particulier le cas sur l'île Blumine, où le Ministère de la Guerre néo-zélandais décide le 26 février 1942 de l'établissement d'un éventuel port d'attache de navires militaires américains dans le port de Picton. Deux canons sont installés pour commander le chenal, pour un coût initialement estimé de 220 000 livres, mais en réalité de 550 000 livres. En septembre 1942, les canons sont opérationnels et un tir de test est effectué le 9 mars 1943. un contingent de 84 soldats dessert ces deux pièces. En octobre 1943, la menace japonaise s'éloignant, les canons sont démontés pour servir sur d'autres théâtres d'opérations ; les structures sont déconstruites en 1944 et 1945.
D'autres postes du même type protègent l'entrée de la baie de Pelorus, notamment sur l'île de Maud en rive gauche, et à Post Office Head près de la pointe Kaitira.

Présence militaire dans la zone
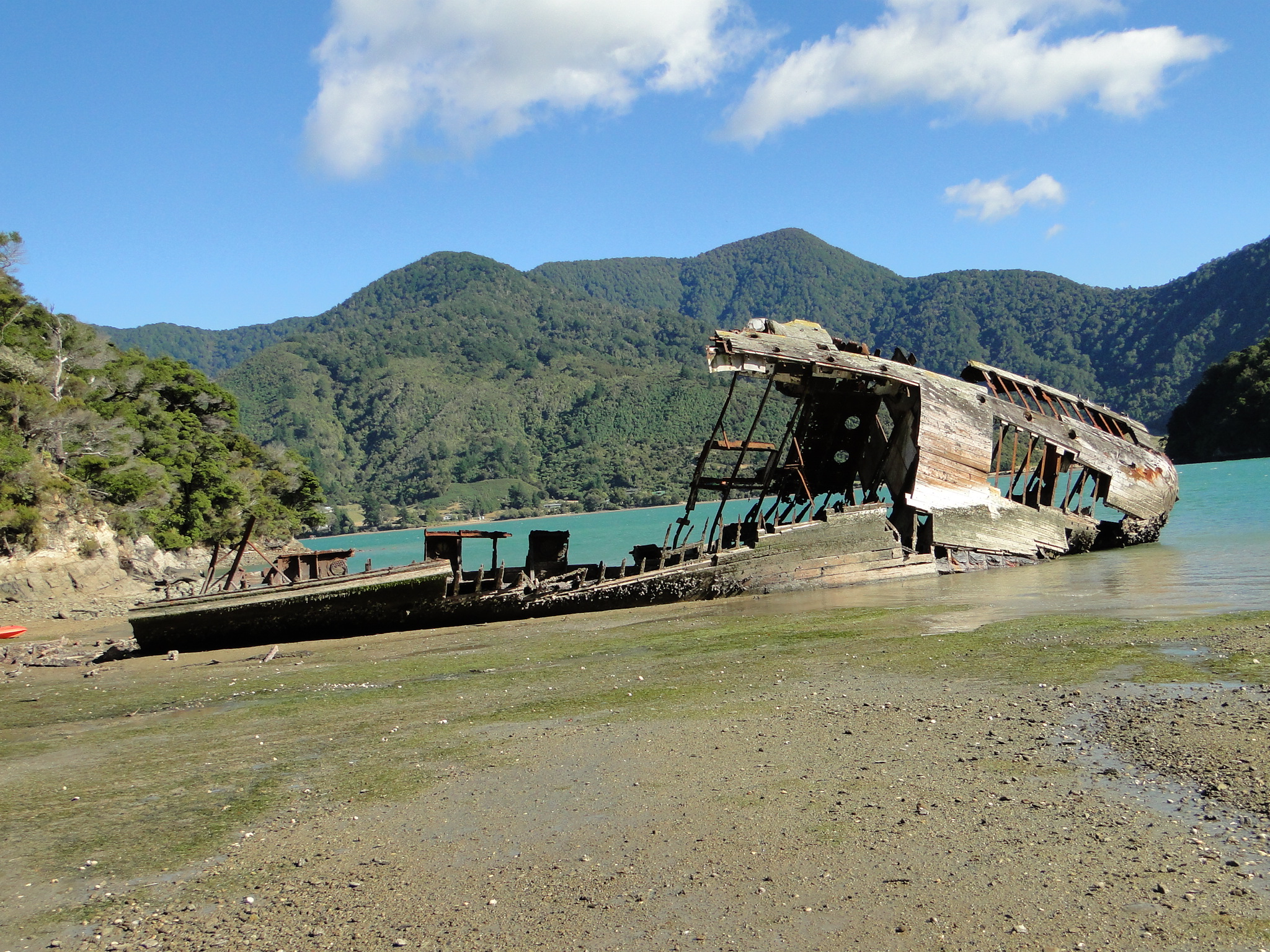
Dans la baie de Saint-Omer, à l'entrée du Kenepuru, l'épave du HMS Sparrow (1889), ancien navire-école de la marine néo-zélandaise.
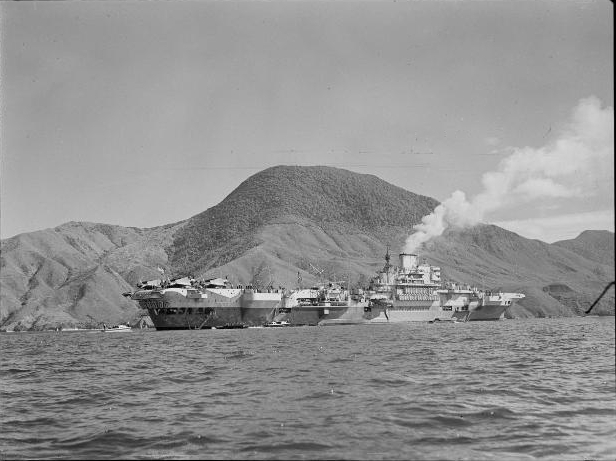
L'Indefatigable en novembre 1945 dans la baie de Tōtaranui.
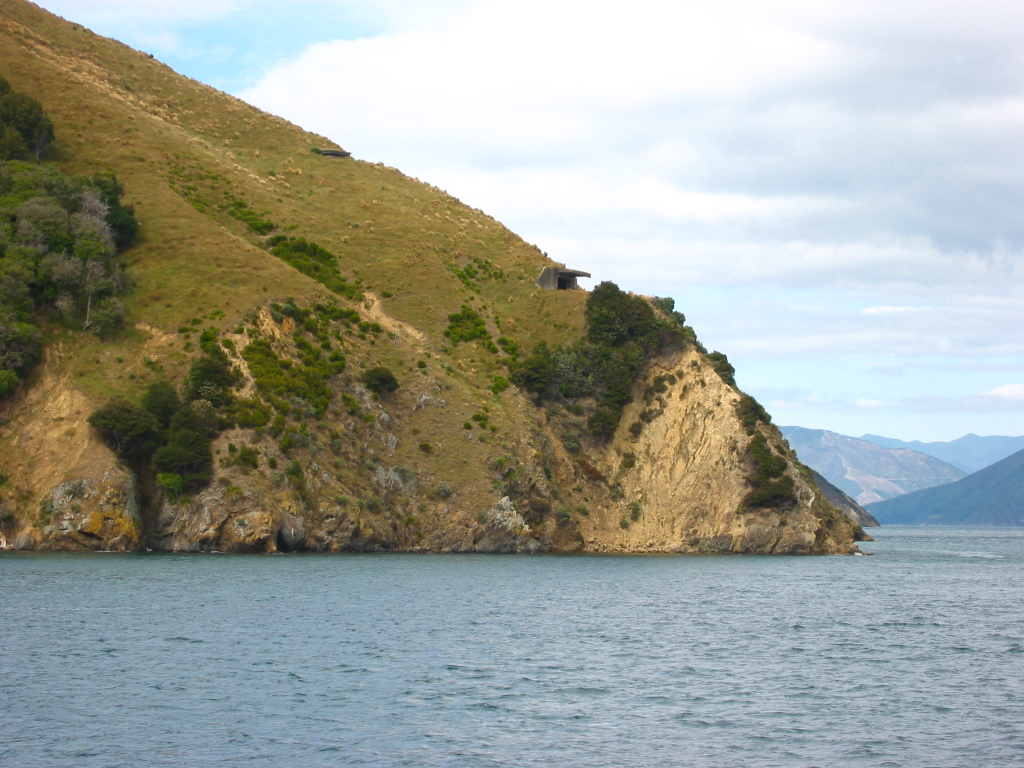
L'ancienne canonnière de Post Office Head, à l'entrée de la baie du Pelorus.

## Économie

### Agriculture et élevage
La conchyliculture est une des activités emblématiques des Marlborough Sounds, avec de très nombreuses fermes, spécialisées en particulier dans l'élevage de la moule verte, mais également un certain nombre d'autres espèces,.
Toutefois la région compte aussi des fermes piscicoles, notamment de saumons.

### Tourisme
Si le tourisme représente près de 5 % de l'économie de la région de Marlborough., cette proportion est beaucoup plus importante dans les Marlborough Sounds à proprement parler, où il est désormais la principale ressource, faisant directement vivre 40 % de la population
Il est plus particulièrement représenté par du tourisme intérieur, qui représente 260 millions de dollars annuels, les touristes internationaux représentant la moitié de cette valeur, pour des recettes touristiques totales de 394 millions de dollars en 2019. À cette date, la croissance des recettes touristiques est de 2 % entre 2018 et 2019, dont 1,9 % pour les visiteurs internationaux et 3,2 % pour les touristes néo-zélandais.
| Poste                              | Recettes annuelle (en millions de dollars) |
| ---------------------------------- | ------------------------------------------ |
| Transports, visites et activités   | 124                                        |
| Restaurants, cafés et bars         | 63                                         |
| Magasins de détail                 | 66                                         |
| Alcool, nourriture et boissons     | 48                                         |
| Carburants et services automobiles | 40                                         |
| Hébergement                        | 53                                         |

La pandémie de Covid-19 affecte évidemment très lourdement l'économie régionale. Toutefois, de nombreux acteurs la considèrent comme une opportunité de relancer l'activité touristique sur des bases saines. En particulier, l'office de tourisme Destination Marlborough envisage un meilleur dialogue, d'une part avec le Ministère de la Conservation et les associations écologiques, en particulier en évaluant mieux les risques que fait peser à long terme le tourisme sur la zone, d'autre part avec les iwi maori, notamment en intégrant la tikanga dans la stratégie touristique.

### Traversée du détroit de Cook
Picton est le port le plus proche depuis Wellington. En outre, c'est le seul port de la région accessible par le chemin de fer. Le trafic maritime entre les deux îles passe donc entièrement par ce port, par la baie de Tōtaranui et le canal de Tory. Ce trafic représente environ 1,1 million de passagers et 350 000 véhicules par an. L'importance de ce flux conduit même certains observateurs à faire des propositions de tunnel ou de pont traversant le détroit de Cook.

### Secours aux navires
Un service de garde-côtes, la Marlborough Coastguard, est présent dans les Marlborough Sounds. Équipé d'hélicoptères et de canots automobiles, il peut porter secours à des embarcations en détresse, en particulier dans les bras de mer extérieurs et le détroit de Cook. Basé à Picton, c'est un des services de garde-côtes les plus actifs de Nouvelle-Zélande,.

## Atteintes à l'environnement

### Qualité de l'eau
La qualité de l'eau des Marlborough Sounds est mesurée depuis juillet 2011 dans certains bras de mer, travail qui s'étend à l'ensemble du système en juillet 2012.

### Érosion
L'exploitation du bois au XIXe siècle détériore la couverture forestière, ce qui accroît très fortement l'érosion des sols. Ce phénomène se résorbe au XXe siècle mais la sédimentation des cours d'eau se poursuit à cause de l'érosion des terres agricoles, notamment du défrichement en vue de transformer les terres en pâtures à moutons. L'accumulation sédimentaire dans les chenaux marins passe d'une fourchette de 0,2 à 1,2 millimètre annuel à l'époque pré-industrielle à une fourchette de 1,8 à 4,6 millimètres annuels depuis le XIXe siècle. Cet envasement est la cause d'un appauvrissement des fonds marins des rias, étouffés par l'apport de particules de vase.
À partir de 1962, afin de lutter contre l'érosion, les propriétaires de terrains sont financièrement incités à reboiser les pentes, mais la plupart plantent des pins, espèce invasive, alors que les espèces natives sont le nothofagus et les podocarpes. Une campagne du Marlborough Sounds Restoration Trust est en conséquence menée pour réduire l'importance des conifères.
La Motiti decision, plan directeur proposé par l'autorité unitaire de Marlborough en 2020 tente de remédier à l'érosion et à l'envasement qu'il génère. Selon Steve Urlich, les objectifs prévus dans ce plan directeur sont ambitieux et marquent « un profond changement dans la manière dont les autorités régionales gèrent » les Marlborough Sounds. Cependant, toujours selon lui, ces efforts sont insuffisants au regard de l'ampleur du problème, et négligent même les recommandations fixées par la même autorité dans son rapport de 2015,.

L'envasement des Marlborough Sounds
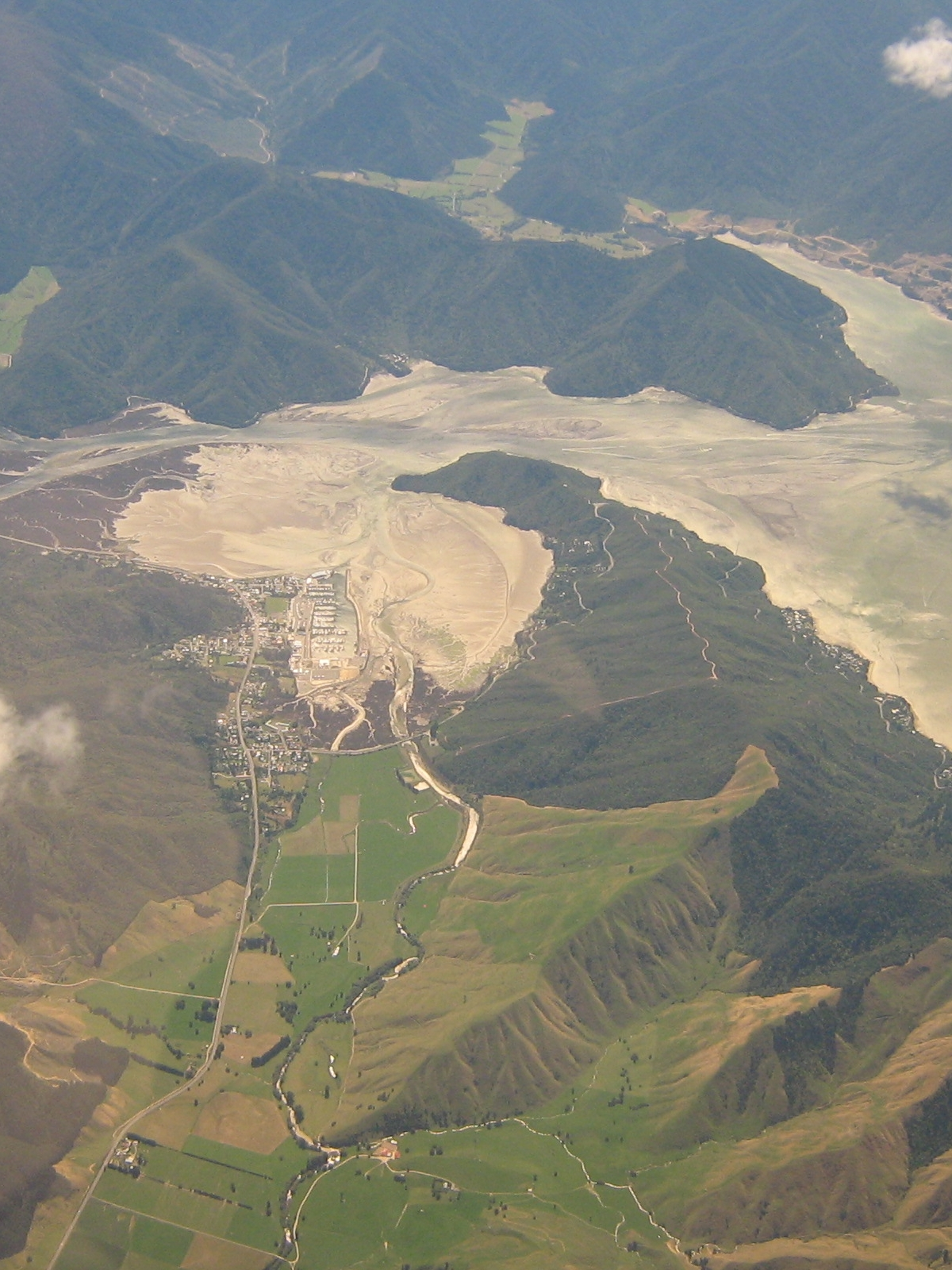
Havelock, à la tête de la baie de Pelorus, à marée basse.
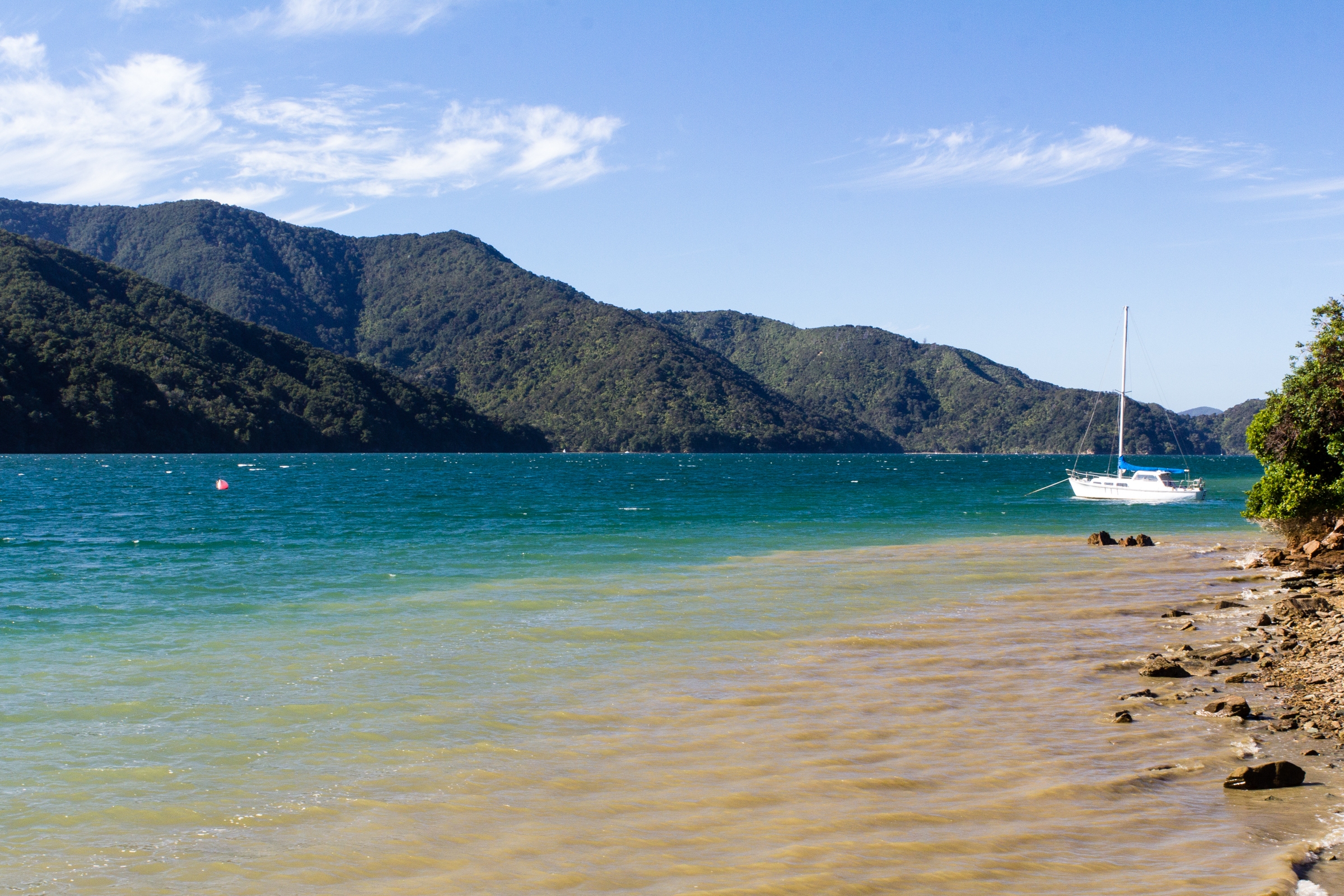
La turbidité de l'eau à la baie d'Okiwa, dans la ria de Tōtaranui.

### Biodiversité
Du fait de la pêche au chalut, la population de morue bleue diminue de 60 % entre 1995 et 2007. Le suivi à long terme de tous les poissons capturés au filet dans un estuaire de marée entre 1971 et 2004 montre une baisse de 70 % en nombre de poissons et de 91 % en poids.
La présence de la baleine franche australe était jadis attestée environ six mois par an, les adultes venant y mettre au monde leurs baleineaux. Les cétacés, nommés localement « tohorā », jouaient un rôle écologique important, car leurs déjections fournissaient un engrais naturel aux algues, notamment pour l'apport d'azote et de fer. La moule verte de Nouvelle-Zélande s'est également beaucoup raréfiée du fait de la pêche au chalut. Or les colonies de ces coquillages fournissaient un habitat et une nourriture à de nombreuses autres espèces.
À l'inverse, certaines espèces prospèrent au point de devenir invasives. Ainsi, la population de kina, une espèce d'oursin endémique à la Nouvelle-Zélande, s'est fortement accrue du fait de la pêche à la morue, cette dernière ayant éradiqué le principal prédateur de l'oursin. La surpopulation de kina a très fortement réduit la couverture en algues des fonds marins.
Le plan directeur de 2020 autorise la restauration des bancs de moules détruits dans les années 1960 et protège tous les sites dont l'importance écologique est identifiée de la pêche au chalut, mais aussi du dragage, de l'ancrage et de tout prélèvement. Toutefois, ces zones sont très limitées en surface et ne représentent, selon Steve Urlich, que des « timbres-poste ». Par ailleurs, les recommandations vont surtout dans le sens de la « prise en compte » de l'enjeu écologique par les acteurs de terrain, et non de l'obligation ou de l'interdiction.

### Aires protégées
Le bassin des Marlborough Sounds compte plusieurs aires protégées. plusieurs îles sont notamment protégées en tant que réserves d'oiseaux. Ainsi, la totalité de l'île Blumine et de Motuara abritent des populations natives ou réintroduites de kiwis ainsi que de créadions rounoirs,,.
De même, Long Island est protégée dès 1925, ainsi qu'un périmètre d'un quart de mille marin, soit 463 mètres autour de l'île, comprenant également les îles Kokomuoha ; dans ce périmètre, long de 6,5 kilomètres et couvrant 619 hectares, la pêche et toute forme d'exploitation humaine sont interdites,.
Les îles Chetwode sont plus sévèrement protégées, puisque non seulement la construction y est interdite, mais tout accès humain y est prohibé, hors visites scientifiques occasionnelles.

### Autorité compétente, actions entreprises et critiques
La collectivité organisatrice en matière de gestion de l'environnement, mais aussi d'exploitation forestière ou de développement économique, entre autres, est l'Autorité unitaire de Marlborough, collectivité rassemblant les compétences et prérogatives d'une région et d'un district.
Dès 2016, Rob Davidson, écologiste marin, avertit sur le manque de prise en compte de l'habitat marin des espèces menacées, notamment en ce qui concerne les bryozoaires, les vers tubulaires, les éponges, qui abritent un écosystème riche. L'étude que Rob Davidson a menée entre 2012 et 2016 sur quinze zones des Marlborough Sounds, principalement dans Croisilles Harbour et sur les côtes méridionales de l'île d'Urville montre une diminution de 214,6 hectares en quatre ans. Selon son analyse, les principales menaces sont le dragage, la pêche au chalut et la sédimentation due à l'érosion accélérée.
Les associations de défense de l'environnement jouent également un rôle important dans la prise en compte des enjeux écologiques de la région. En particulier, l'association Guardians of the Sounds s'est constituée en août 2000 ; son premier but était la lutte contre le passage trop rapide des ferries dans le canal de Tory et la baie de Tōtaranui. Son activité s'étend aussi à « veiller à ce que l'environnement naturel, la qualité de l'eau, la biodiversité écologique, la sécurité des personnes et de la faune des Marlborough Sounds et de leurs environs soient gérés de manière judicieuse, aujourd'hui et à l'avenir ».

#### Histoire
- [Elaine Bardsley 1976] (en) Elaine Bardsley, The Natural History of the Marlborough Sounds Region from Cloudy Bay to Croisilles Harbour, Wellington, New Zealand Oceanographic Institute, avril 1976, 88 p. (OCLC 11795192)
- [Craig Potton 1986] (en) Craig Potton, The Story of Marlborough Sounds Maritime Park, 1986
- [Hilary Mitchell 2004] (en) Hilary Mitchell, History of Māori of Nelson and Marlborough, Huia Publishers, 2004, 499 p. (ISBN 1869690877).

#### Guides touristiques
- [Le Nevez, Harper, Whitfield & Mudd 2012] (en) Catherine Le Nevez, Laura Harper, Paul Whitfield et Tony Mudd, Marlborough and Nelson Rough Guides Snapshot New Zealand (includes Abel Tasman National Park and Kaikoura), Londres, Penguin Books, octobre 2012, 106 p. (ISBN 9781409323839)

#### Géologie, morphologie
- [Charles Joseph Vitaliano 1968] (en) Charles Joseph Vitaliano, Petrology and Structure of the South-eastern Marlborough Sounds, New Zealand, octobre 1968, 40 p. (présentation en ligne)
- [Grapes & Wellman 1986] (en) R. H. Grapes et H. W. Wellman, « The north-east end of the Wairau Fault, Marlborough, New Zealand », Journal of the Royal Society of New Zealand, vol. 16, no 3,‎ mars 1986, p. 245-250 (ISSN 0303-6758, DOI 10.1080/03036758.1986.10418168, lire en ligne).
- [Boffa Miskell Limited 2009] (en) James Bentley, Sue McManaway, Sarah Hamilton, William Field, Corey Murray, Alistair Marshall et Allan Rackham, « Section B : Introduction to the Marlborough Landscape », dans Boffa Miskell Limited, Marlborough landscape study : Landscape Characterisation and Evaluation — Final Report, Autorité unitaire de Marlborough, 2009 (lire en ligne), p. 22-43
- [Andy Nicol 2011] (en) Andy Nicol, « Landscape history of the Marlborough Sounds, New Zealand », New Zealand Journal of Geology and Geophysics, vol. 54, no 2,‎ juin 2011, p. 195-208 (ISSN 1175-8791, DOI 10.1080/00288306.2010.523079, lire en ligne).
- [Waters, Allibone & Wallis 2016] (en) Jonathan M. Waters, Richard M. Allibone et Graham P. Wallis, « Geological subsidence, river capture, and cladogenesis of galaxiid fish lineages in central New Zealand », Biological Journal of the Linnean Society, vol. 88, no 3,‎ juillet 2006, p. 367-376 (ISSN 1095-8312, DOI 10.1111/j.1095-8312.2004.00622.x, lire en ligne).

#### Bras de mer, qualité de l'eau
- [R. A. Heath 1973] (de) R. A. Heath, « Physical oceanographic observations in Marlborough Sounds », New Zealand Journal of Marine and Freshwater Research,‎ mars 1974, p. 691-708 (DOI 10.1080/00288330.1974.9515538, lire en ligne).
- [Davidson & Wilson 2011] (en) Peter Davidson et Scott Wilson, Groundwaters of Marlborough, Autorité unitaire de Marlborough, septembre 2011, 302 p. (ISBN 978-1-927159-03-3, présentation en ligne)
- [Niall Broekhuizen 2015] (en) Niall Broekhuizen, Water Quality in the Marlborough Sounds, Taihoro Nukurangi, juin 2015, 138 p. (lire en ligne).

#### Flore et faune
- [Walls & Laffan 1985] (en) Geoff Y. Walls et M. D. Laffan, « Native vegetation and soil patterns in the Marlborough Sounds, South Island, New Zealand », New Zealand Journal of Botany, vol. 24, no 2,‎ août 1985, p. 293-313 (ISSN 0028-825X, DOI 10.1080/0028825X.1986.10412679, lire en ligne).
- [Hickman, Waite, Illingworth, Meredyth-Young & Payne 1991] (en) R. W. Hickman, R. P. Waite, J. Illingworth, J. L. Meredyth-Young et G. Payne, « The relationship between farmed mussels, Perna canaliculus, and available food in Pelorus-Kenepuru Sound, New Zealand, 1983–1985 », Aquaculture, vol. 99, nos 1-2,‎ 15 novembre 1991, p. 49-68 (ISSN 0044-8486, DOI 10.1016/0044-8486(91)90287-H, lire en ligne)
- [Safi & Gibbs 2003] (en) Karl A. Safi et Max M. Gibbs, « Importance of different size classes of phytoplankton in Beatrix Bay, Marlborough Sounds, New Zealand, and the potential implications for the aquaculture of the mussel, Perna canaliculus », New Zealand Journal of Marine and Freshwater Research, vol. 37, no 2,‎ juin 2003, p. 267-272 (ISSN 1175-8805, DOI 10.1080/00288330.2003.9517164, lire en ligne)
- [Gaze & Cash 2008] (en) Peter Gaze et Bill Cash, A history of wildlife translocations in the Marlborough Sounds : update of biological monitoring, 1992 – 2014, Wellington, Ministère de la Conservation, coll. « Occasional publication » (no 72), septembre 2008, 25 p. (ISBN 978-0-478-14293-8, lire en ligne)
- [Sinner et alii 2009] (en) Chris Batstone, Eric Goodwin, Weimin Jiang, Geoff Kerr, Basil Sharp et Jim Sinner, Marlborough Sounds Recreational Fisher Characterisation, Ministère de la Pêche (en), décembre 2009, 75 p. (lire en ligne)
- [Davidson, Richards, Abel & Aviss 2014] (en) Robert J. Davidson, Laura A. Richards, Willie Abel et Mike Aviss, Long Island-Kokomohua Marine Reserve, Queen Charlotte Sound : update of biological monitoring, 1992 – 2014, Wellington, Ministère de la Conservation, coll. « Research, survey and monitoring report » (no 771), octobre 2014, 84 p. (lire en ligne)
- [Davidson & Rayes 2017] (en) R. J. Davidson et C. Rayes, Ecological report for relicensing of farm 8293 located in Squally Cove, Croisilles Harbour, Davidson Environmental Limited, mars 2017, 30 p. (lire en ligne)

#### Pollution, écologie et aménagement
- [Resource Management Plan 1991] (en) The Marlborough Sounds Resource Management Plan, vol. 3, Autorité unitaire de Marlborough, 1991 (OCLC 226088439, lire en ligne)
- [Belinda Kiri Sutherland 2000] (en) Belinda Kiri Sutherland, The effects of changing resource use in the Marlborough Sounds, Canterbury, Université de Canterbury, 2000, 197 p. (lire en ligne).
- [Natural Character of the Marlborough Coast 2014] (en) Natural Character of the Marlborough Coast, Autorité unitaire de Marlborough, 2014, 321 p. (lire en ligne)
- [Decision of the MEP Hearing Panel 2020] (en) Decision of the MEP Hearing Panel, Autorité unitaire de Marlborough, février 2020, 1354 p. (lire en ligne)
- [Steve Urlich 2020] (en) Steve Urlich, « The Motiti Decision: Implications for Coastal

Management », Resource Management Journal,‎ avril 2020, p. 14-19 (ISSN 1178-5462, lire en ligne). 
- [Urlich & Handley 2020] (en) Stephen C. Urlich et Sean J. Handley, « From ‘clean and green’ to ‘brown and down’: A synthesis of historical changes to biodiversity and marine ecosystems in the Marlborough Sounds, New Zealand », Ocean and Coastal Management,‎ 1er décembre 2020 (ISSN 0964-5691, lire en ligne)
- [Tito & Craighead 2021] (en) Jane Tito et Linda Craighead, « Appendix 1 : Marlborough Sounds Area », dans Statement of Proposal for Marlborough District Council Responsible Camping Bylaw 2022, Autorité unitaire de Marlborough, 17 novembre 2021, 45 p. (lire en ligne)